# Суджаддинов, Горхмаз Мамед Таги оглы
Суджаддинов (Аскербейли) Горхмаз Мамед Таги оглы (азерб. Qorxmaz Məmməd Tağı oğlu Sücəddinov (Əsgərbəyli); 16 апреля 1932, Ганджа — 22 апреля 2010, Баку) — азербайджанский, советский скульптор, заслуженный художник Азербайджанской ССР (1982).

## Биография
Горхмаз Суджаддинов родился 16 апреля 1932 года в семье Мамеда Таги Аскербейли, профессора кафедры почвоведения сельскохозяйственного института в г.Гянджа Азербайджанской ССР. В 1937 году отец Горхмаза был репрессирован по ложному доносу и впоследствии погиб в лагере в Коми АССР. Посмертно реабилитирован после смерти Сталина во времена оттепели Хрущёва.
Бабушка, опасаясь, что сын «врага народа» навсегда останется изгоем, изменила фамилию внука на свою, Суджаддинов, и перевезла его в Баку, где он рос и воспитывался в семье своего дяди Ягуба Суджаддинова.

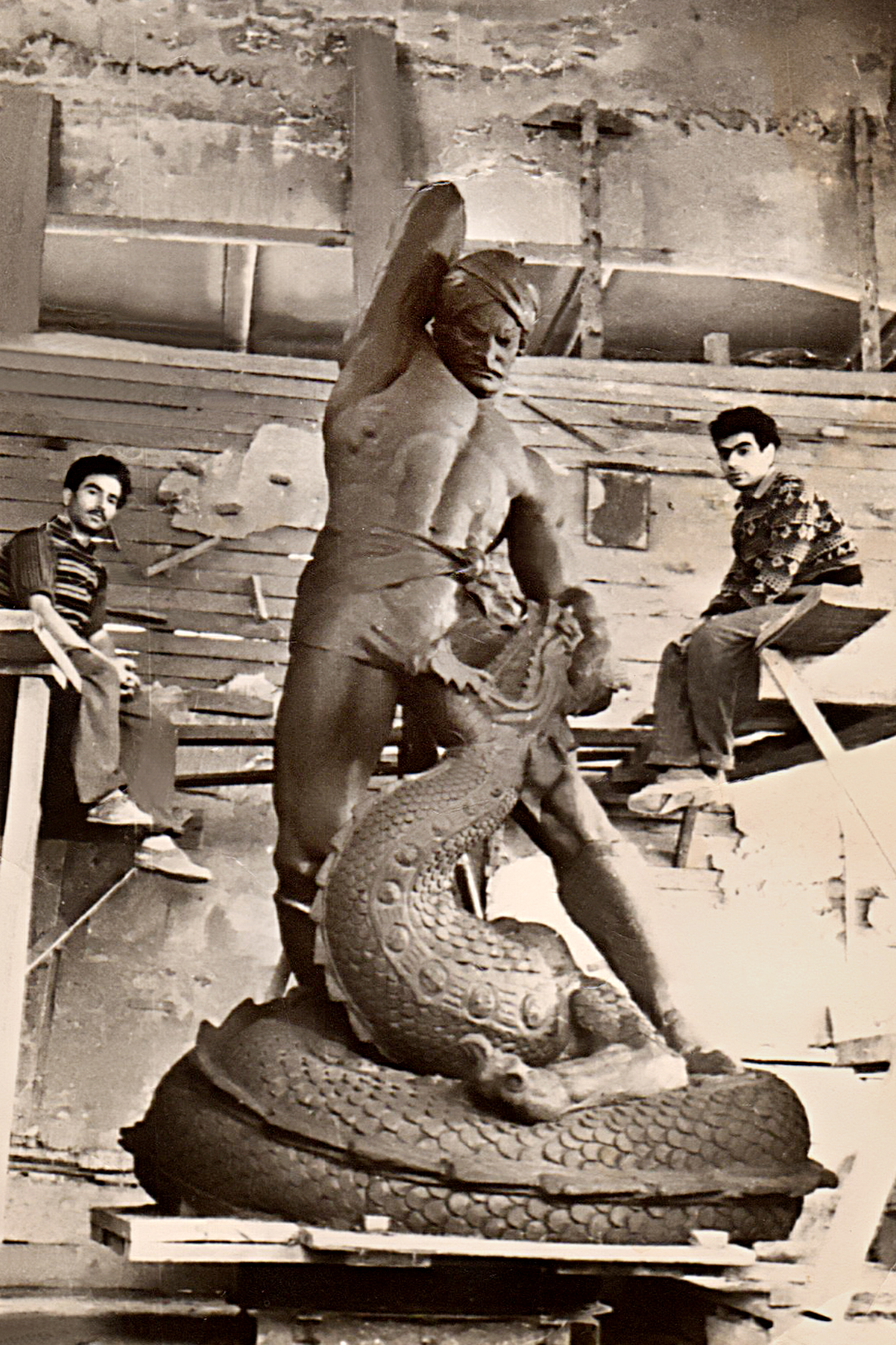

Несмотря на тяжёлые условия жизни в послевоенное время, у мальчика просыпается интерес к рисованию и он начинает учёбу в художественном училище имени А.Азимзаде. После успешного окончания училища Горхмаз поступает в Институт прикладного и декоративного искусства во Львове, откуда переводится в Академию Художеств в Тбилиси, где его наставником и ментором становится известный  скульптор Константин Михайлович Мерабишвили.
Первая профессиональная работа Горхмаза Суджаддинова, декоративный фонтан «Бахрам Гур», сегодня является одним из символов города Баку. А одна из последних – надгробный памятник и мемориальная доска народной артистке Азербайджана, знаменитой «Гайнане» («Теща»), Насибе Зейналовой. Между ними целая галерея монументальных и станковых работ среди которых, композиция «Хамсе» у мавзолея Низами Гянджеви по мотивам произведений великого поэта, памятник «Видади и Вагиф» в Казахе, портретный барельеф Самеда Вургуна на фасаде Русского драматического театра в Баку, декоративная композиция «Апшерон» в Загульбе и др.
В течение жизни Горхмаз Суджаддинов был участником многочисленных выставок, некоторые из его произведений хранятся в музеях и частных коллекциях в стране и за рубежом, в том числе работы из бронзы и дерева: «Музыка», «Раздумья», портреты Физули, Хагани, Деде Горгуда, Джавад хана и Рихарда Зорге.
Не все работы мастера сохранились до наших дней по тем или иным причинам, так «Девушка с Чашей», монументальная статуя из алюминия, стоявшая при въезде в Гянджу, бесследно исчезла в начале 1990-х годов, а памятники Ленину и Гатыр Мамеду были демонтированы по идеологическим соображениям.

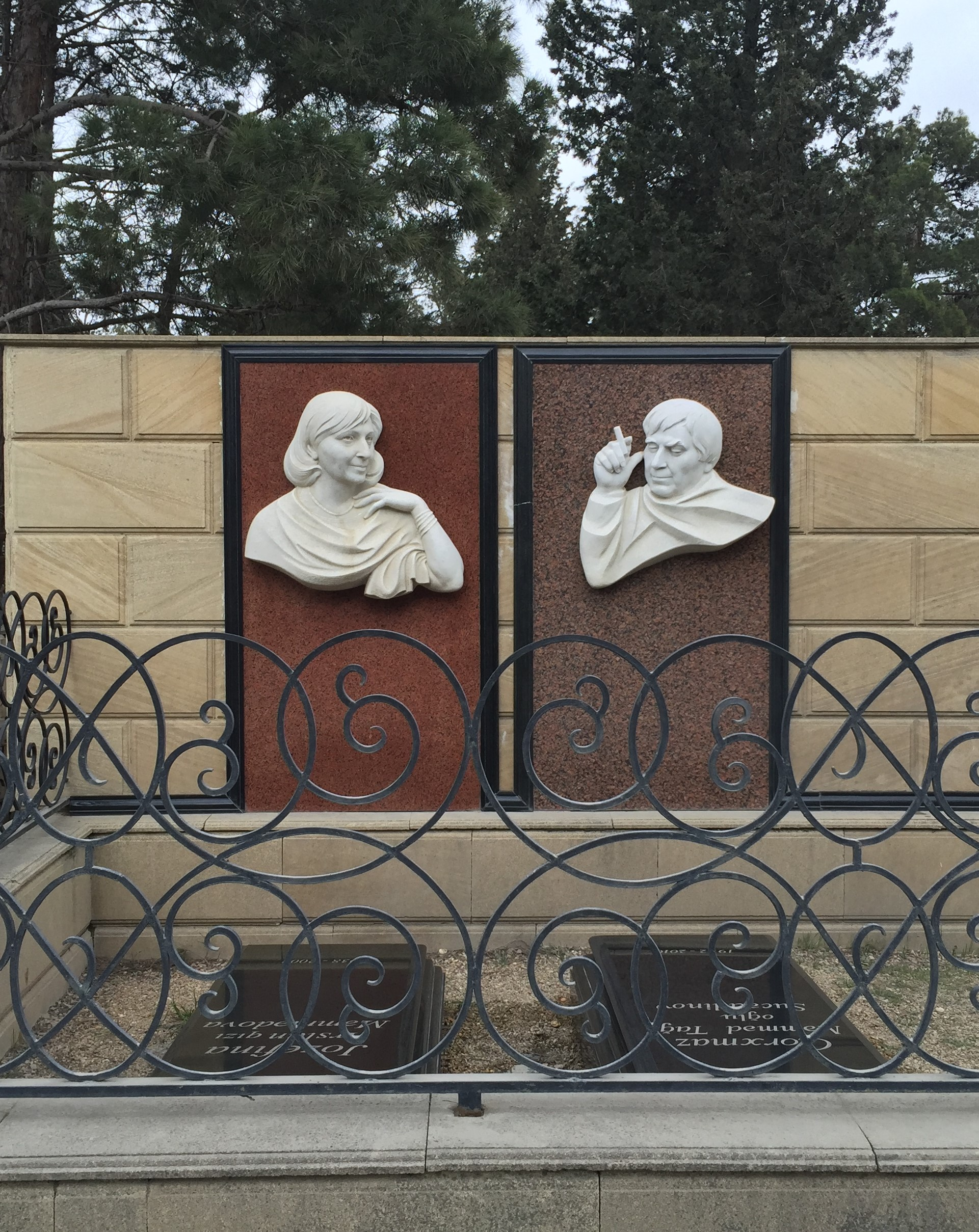

В советское время Горхмаз Суджаддинов многие годы преподавал рисунок на кафедре изобразительного искусства архитектурного факультета Политехнического института в Баку. В 90-х годах он продолжил преподавательскую деятельность в Турции, сначала на факультете Изобразительных Искусств Университета Ататюрка в Эрзуруме, а затем на факультете Изящных искусств Университета Эрджиес в Кайсери, где возглавил кафедру Живописи и Скульптуры. За время пребывания в Турции им были созданы портретные памятники выдающимся деятелям этой страны: Мустафе Кемалю Ататюрку, Мимар Синану и Юнусу Эмре.
Скончался и похоронен в Баку, рядом со своей супругой.

## Произведения

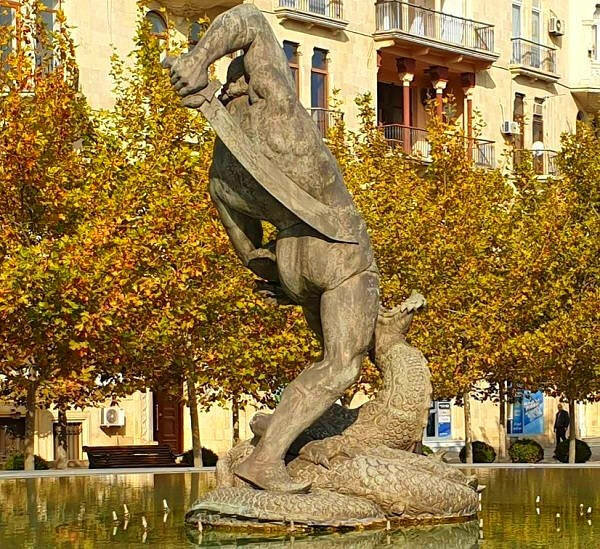
Бахрам Гур
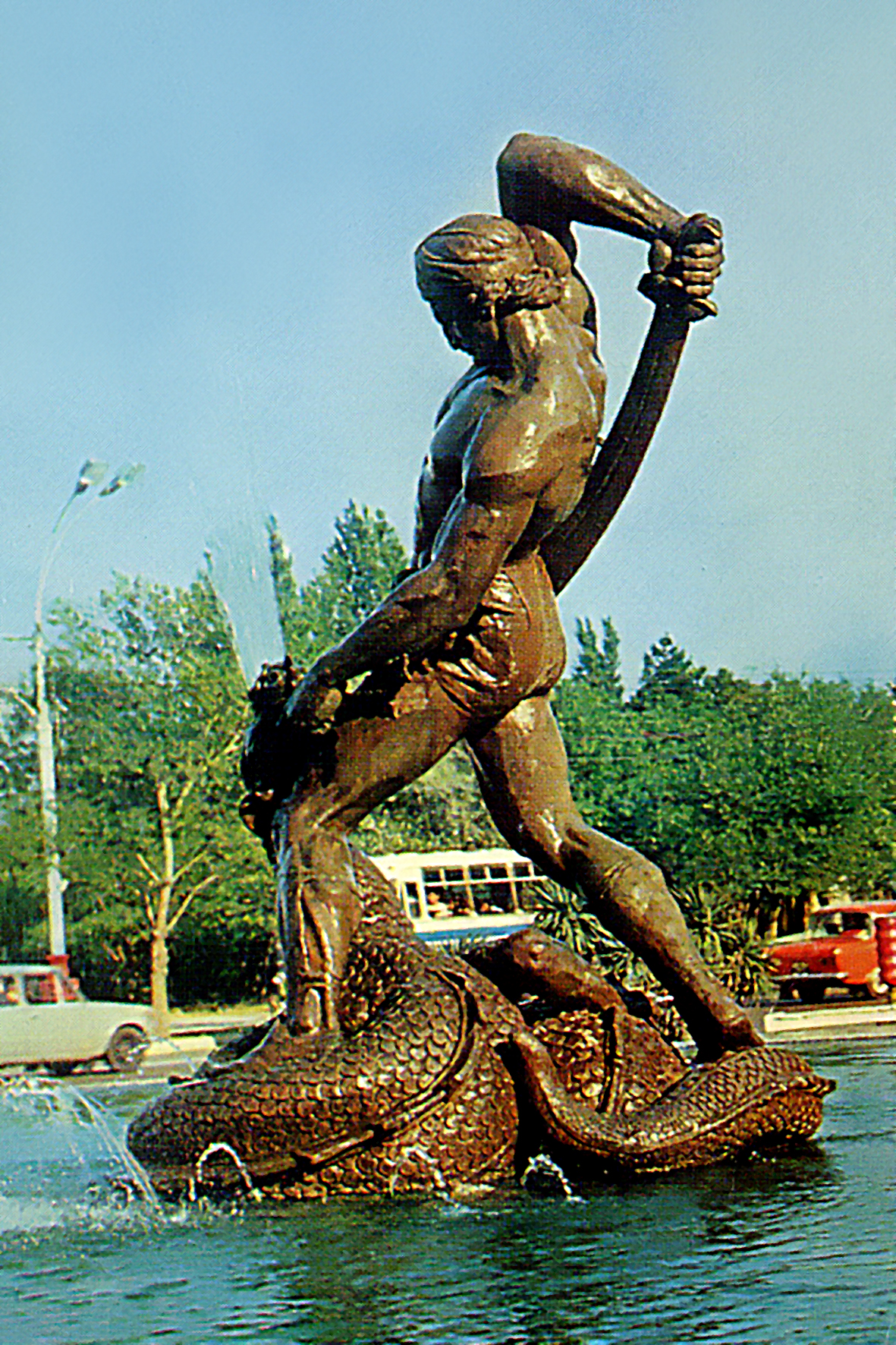
Бахрам Гур
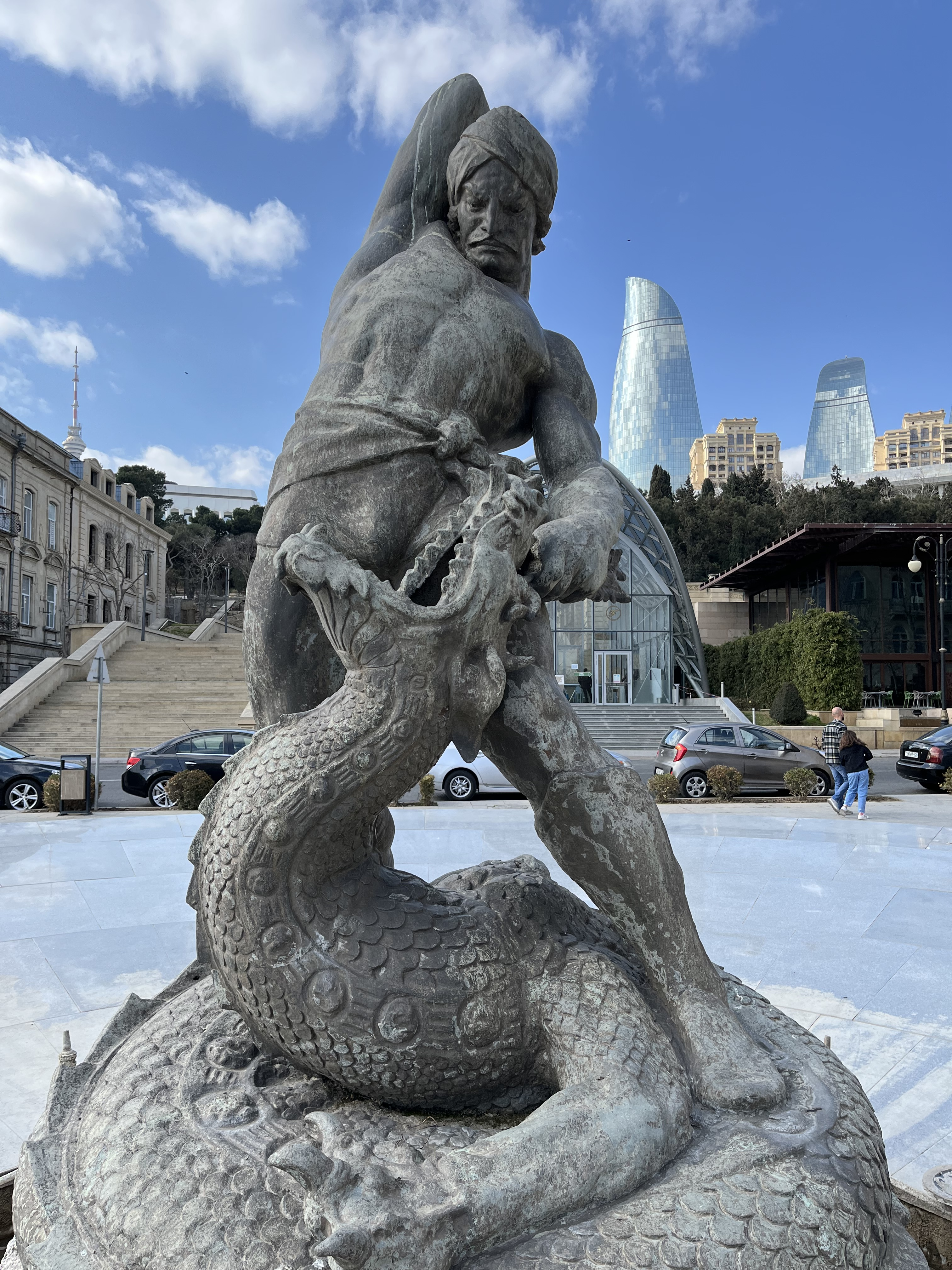
Бахрам Гур
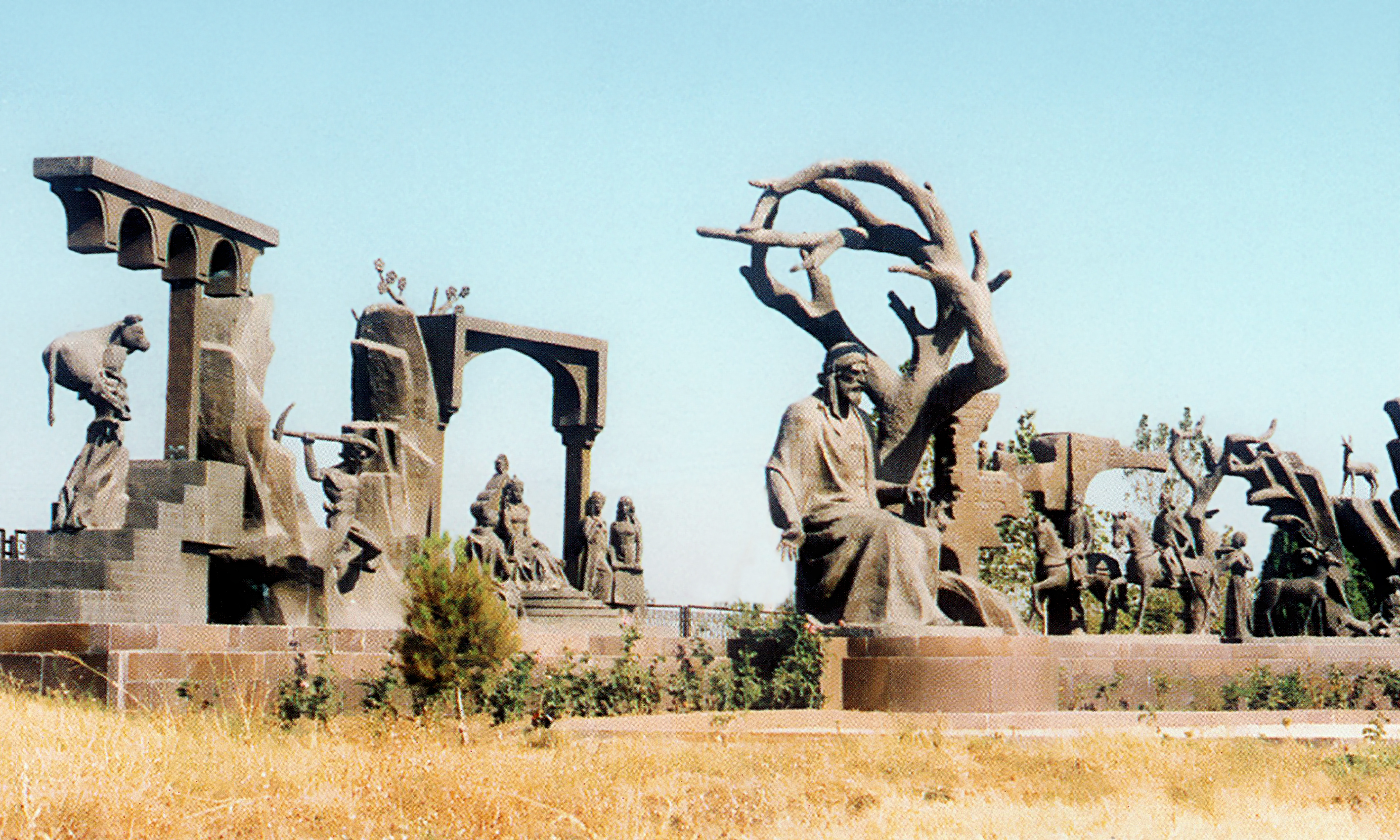
Хамсе
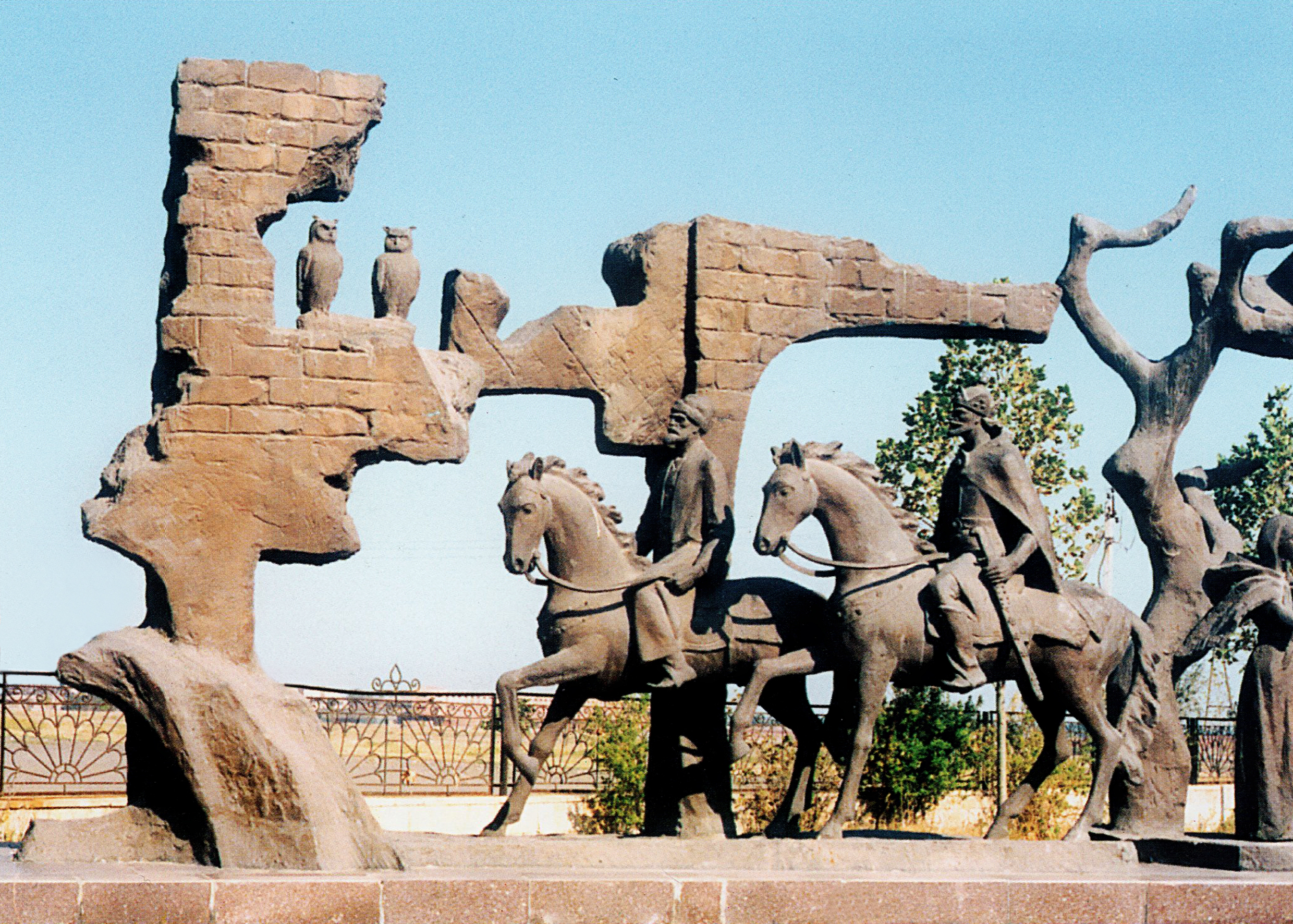
Хамсе (фрагмент)
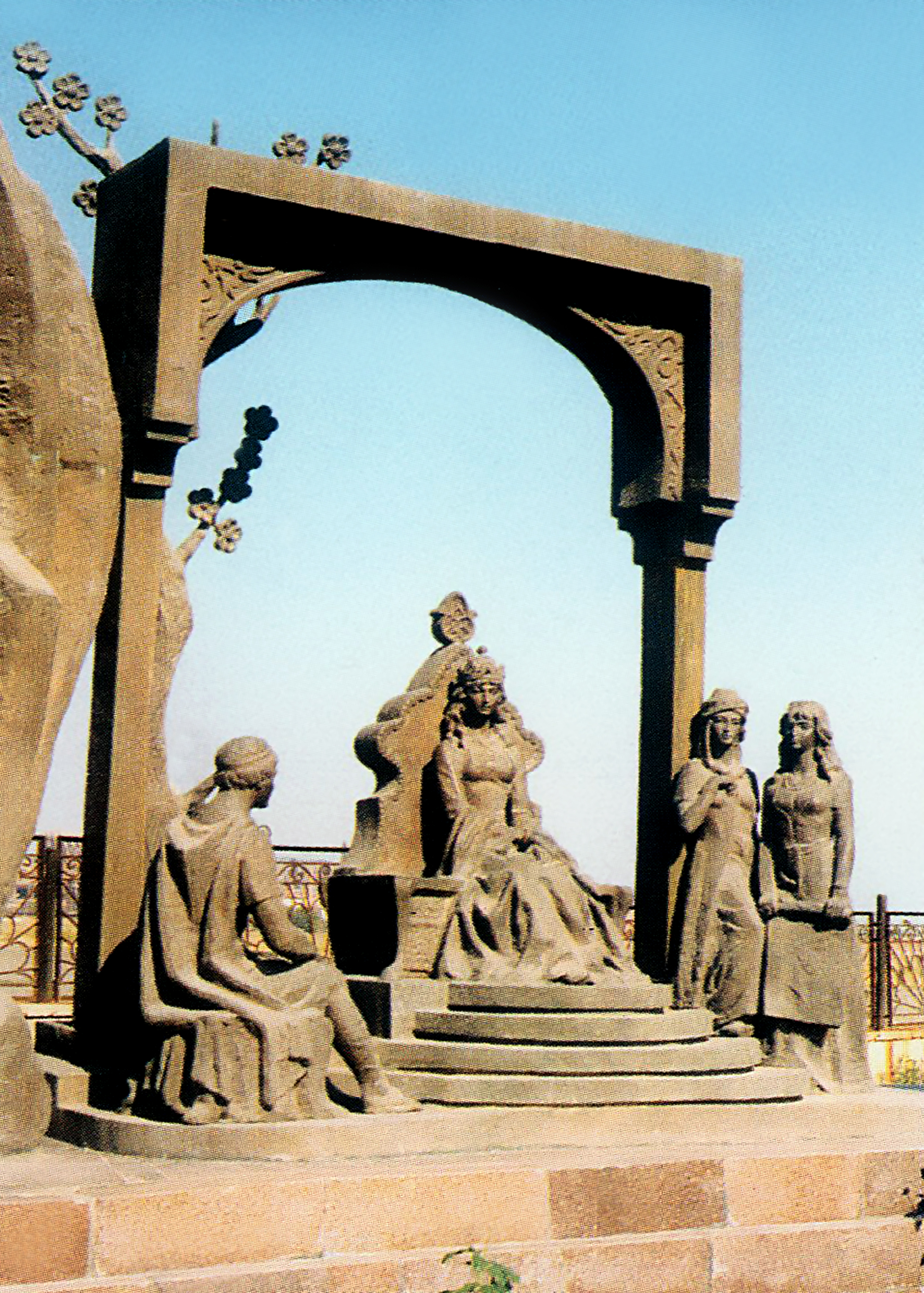
Хамсе (фрагмент)
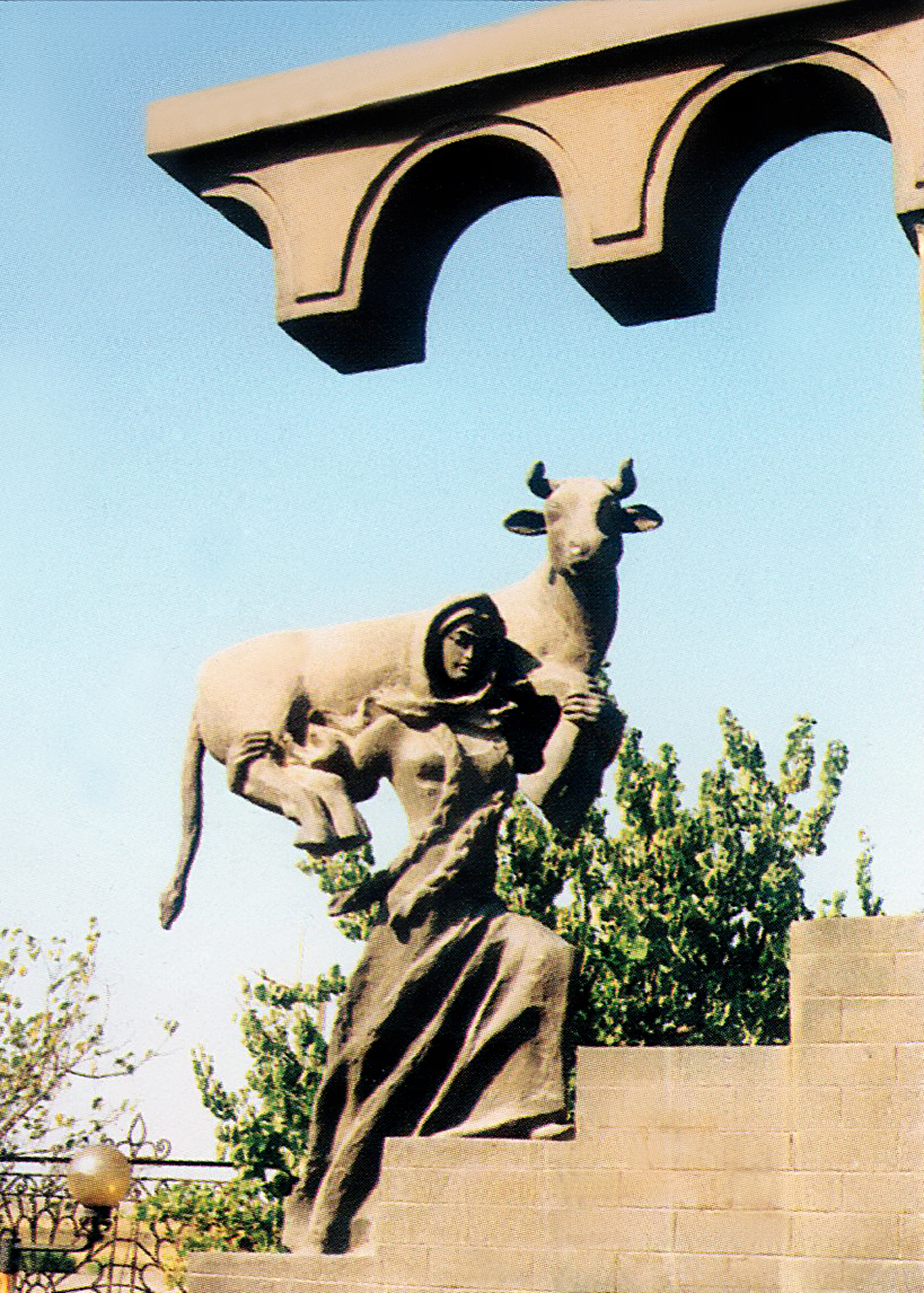
Хамсе (фрагмент)
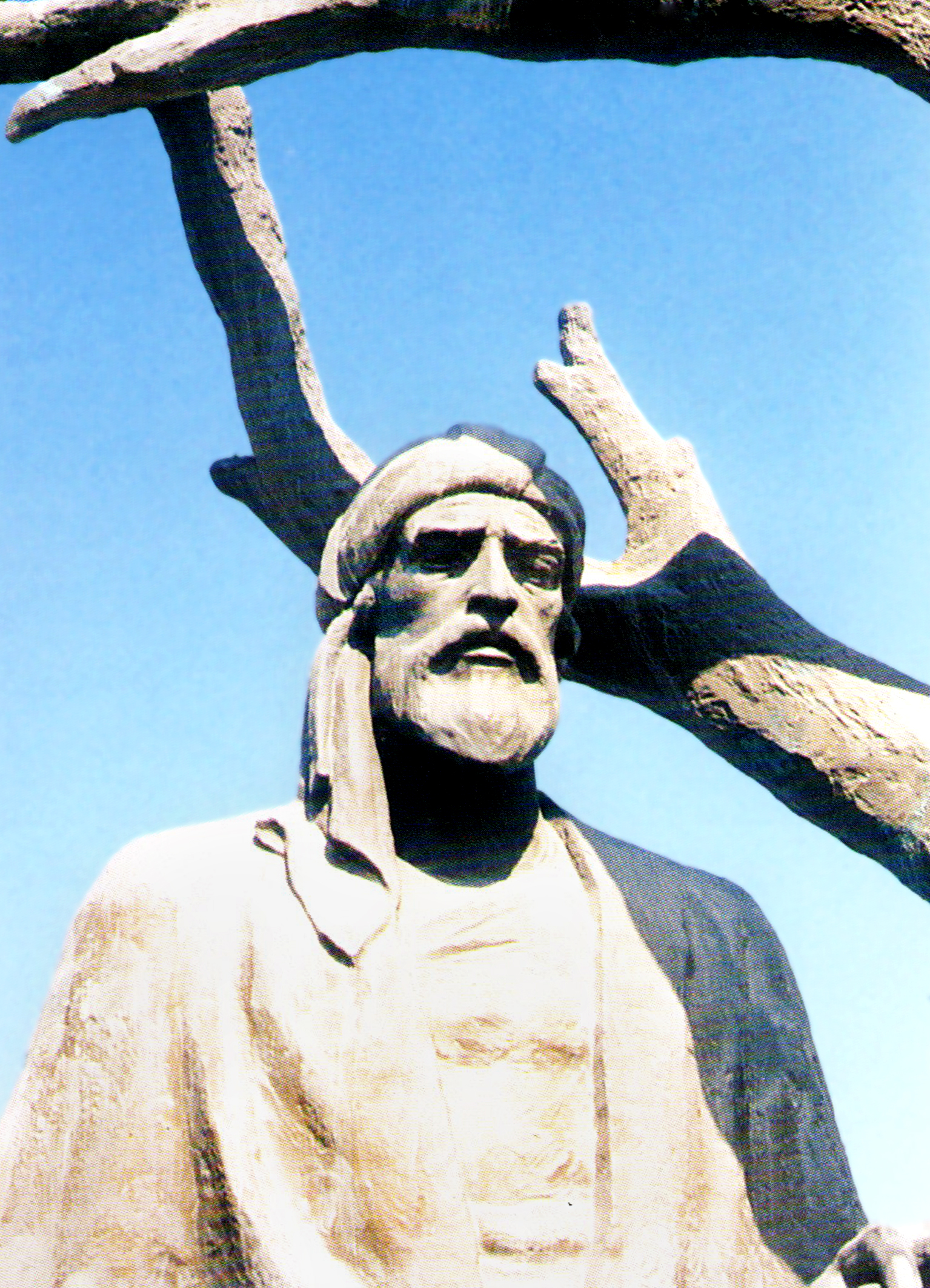
Хамсе (фрагмент)
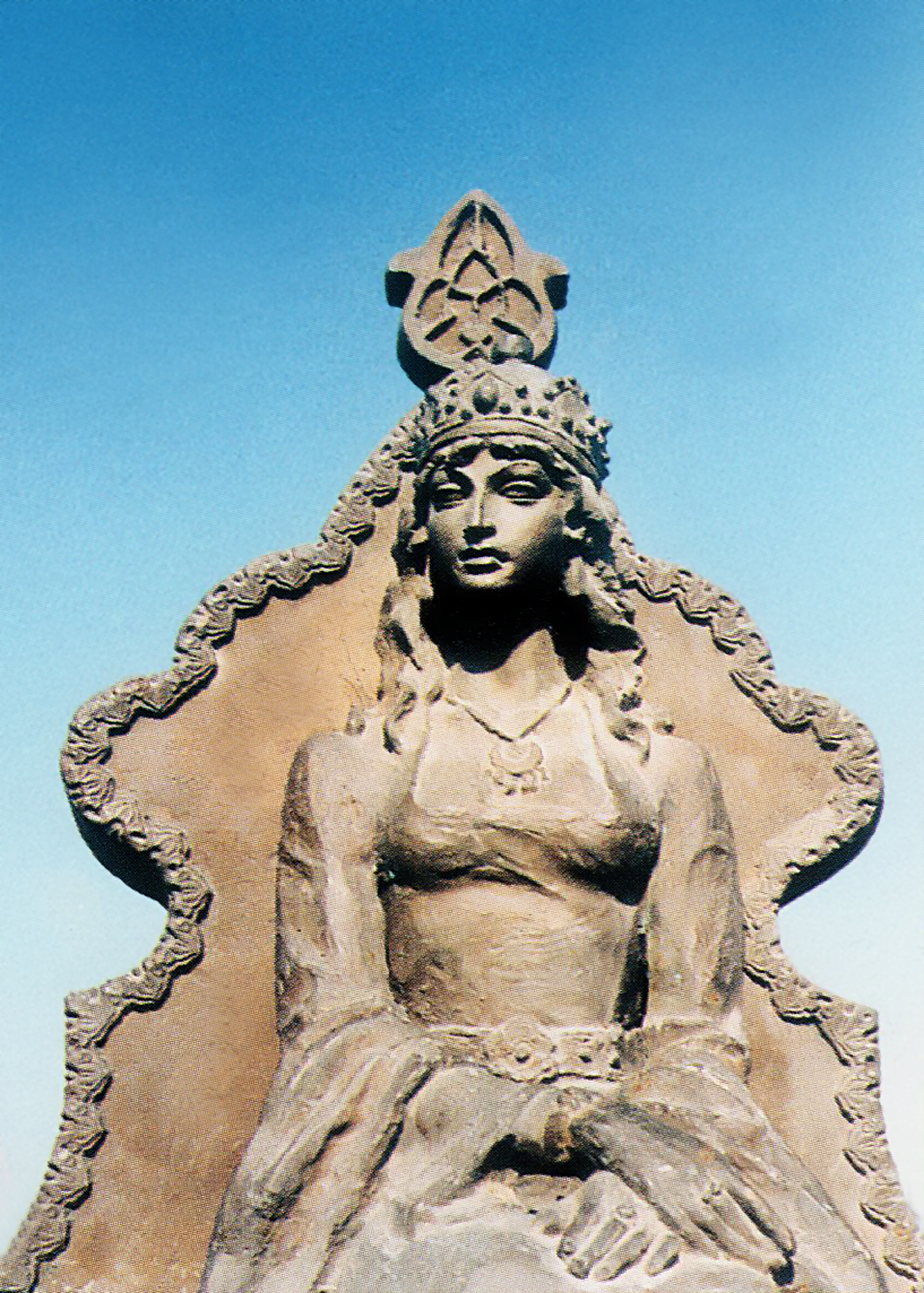
Хамсе (фрагмент)
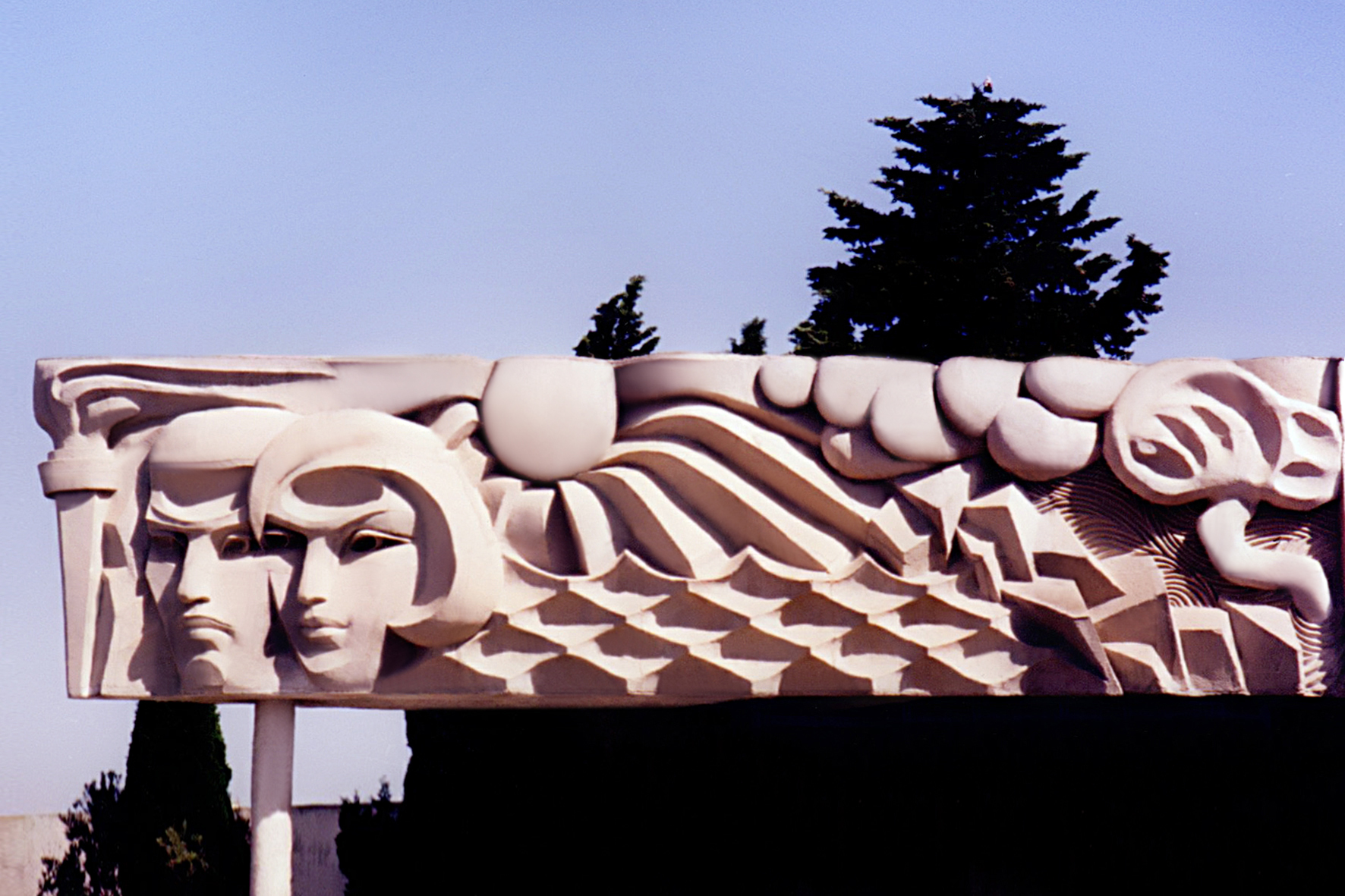
Апшерон
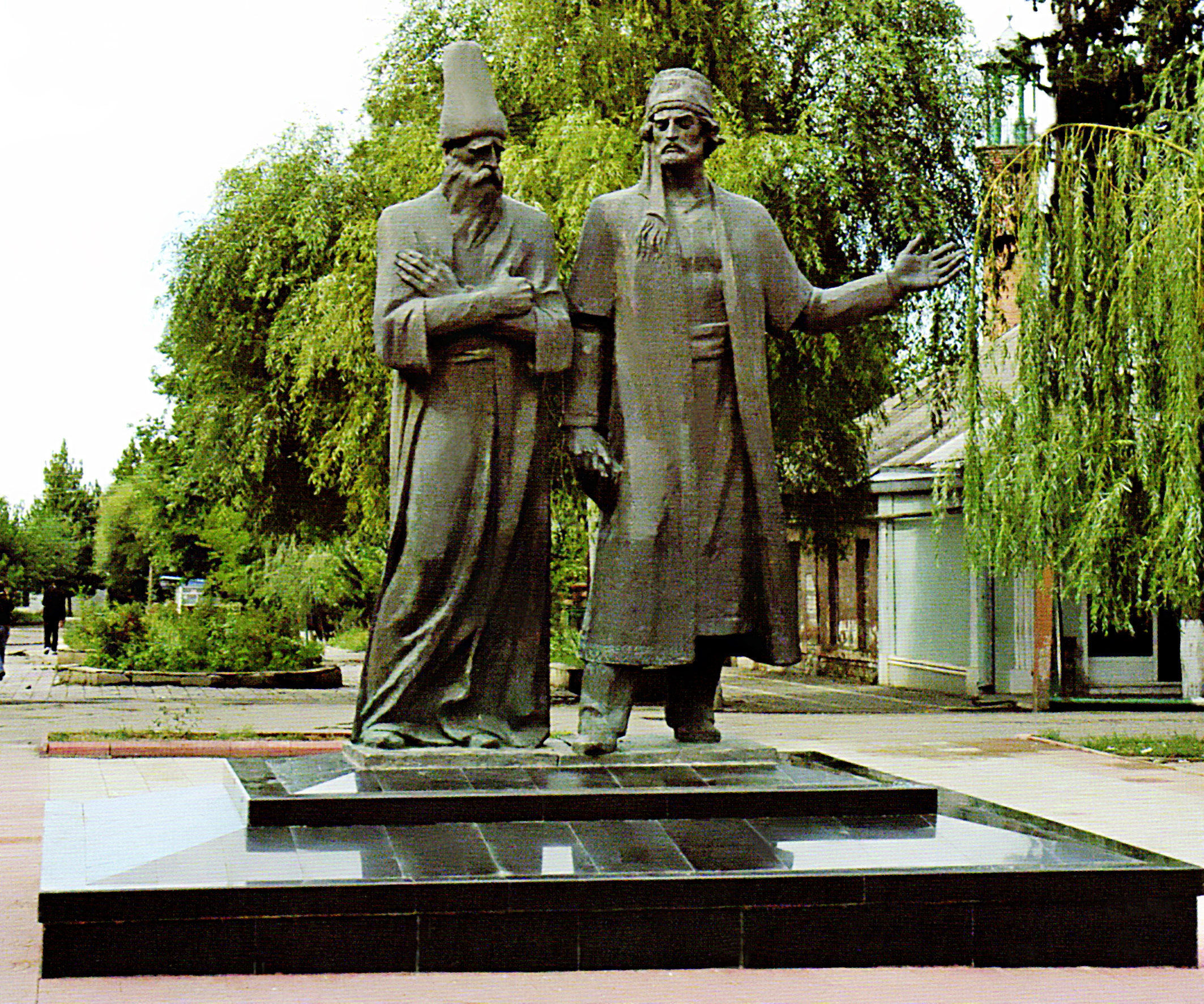
Видади и Вагиф
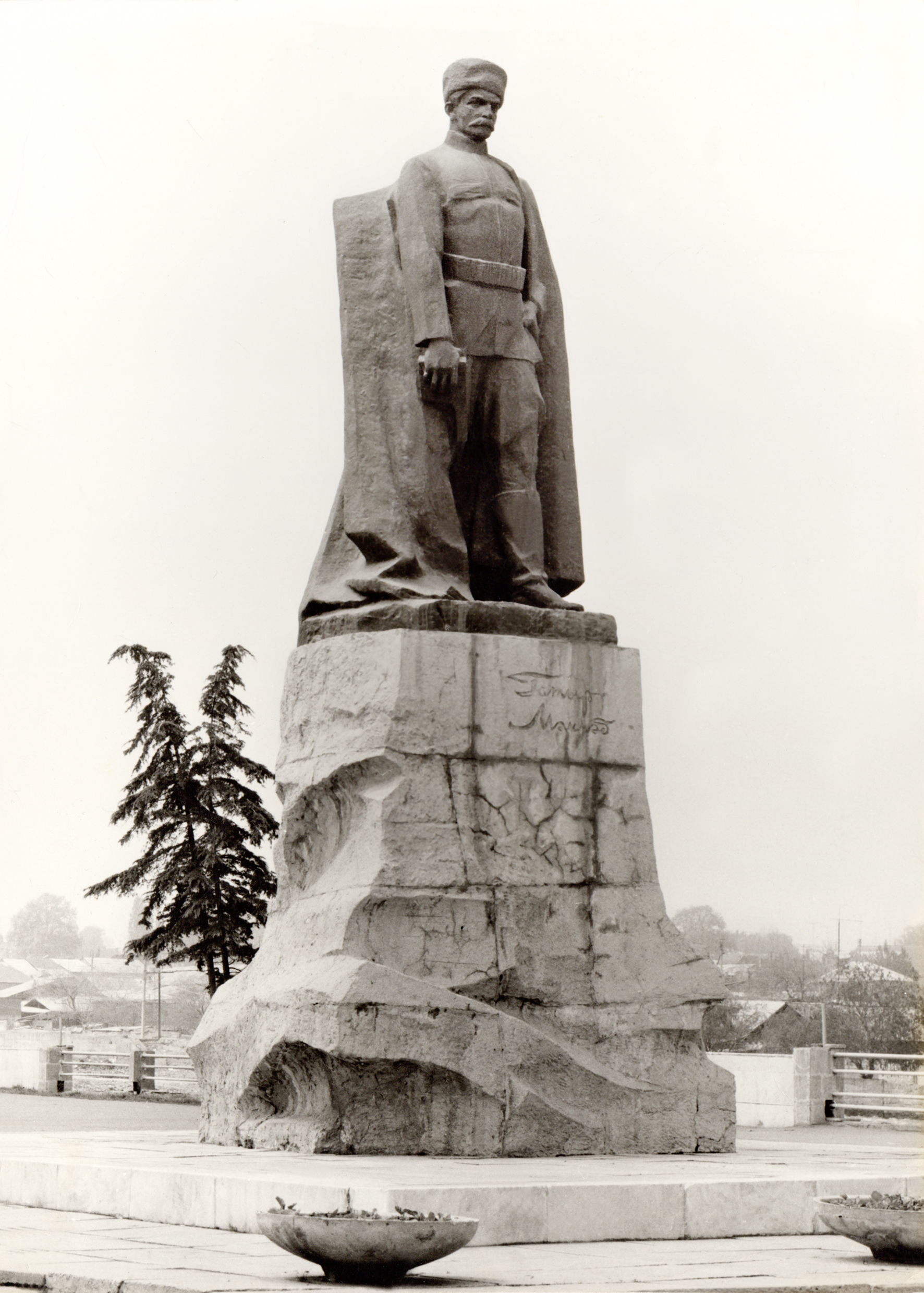
Гатыр Мамед
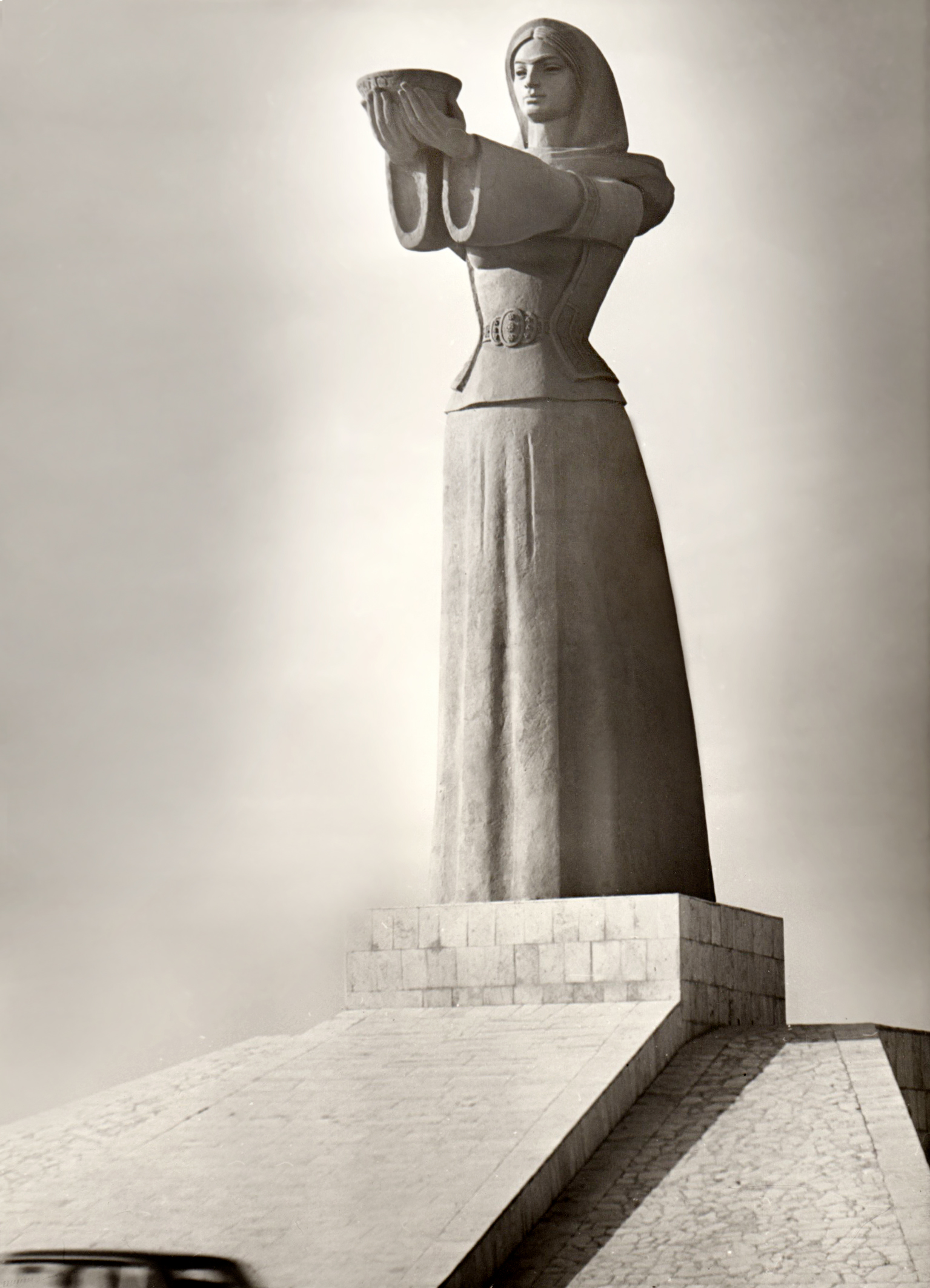
Девушка с чашей
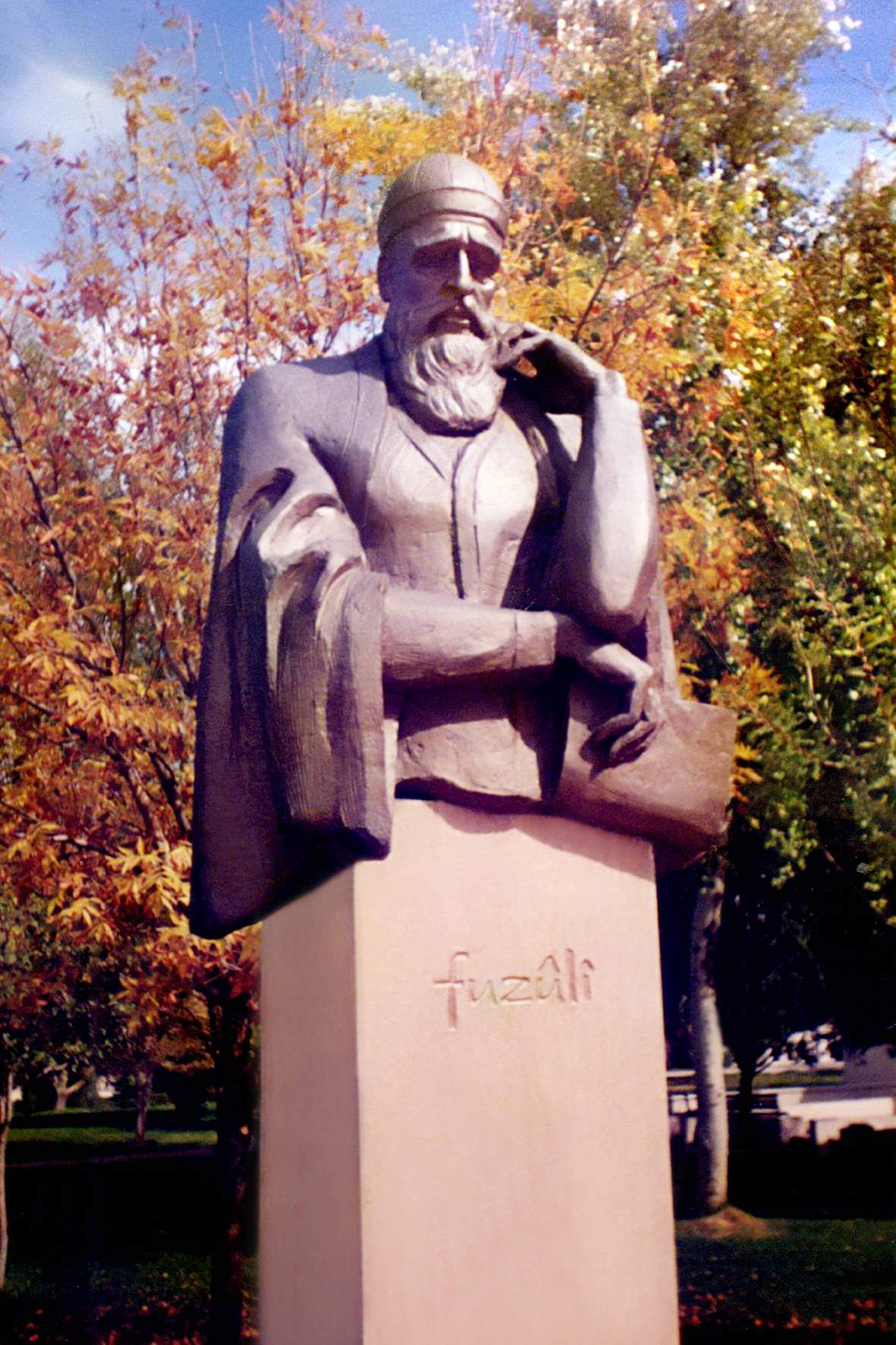
Физули
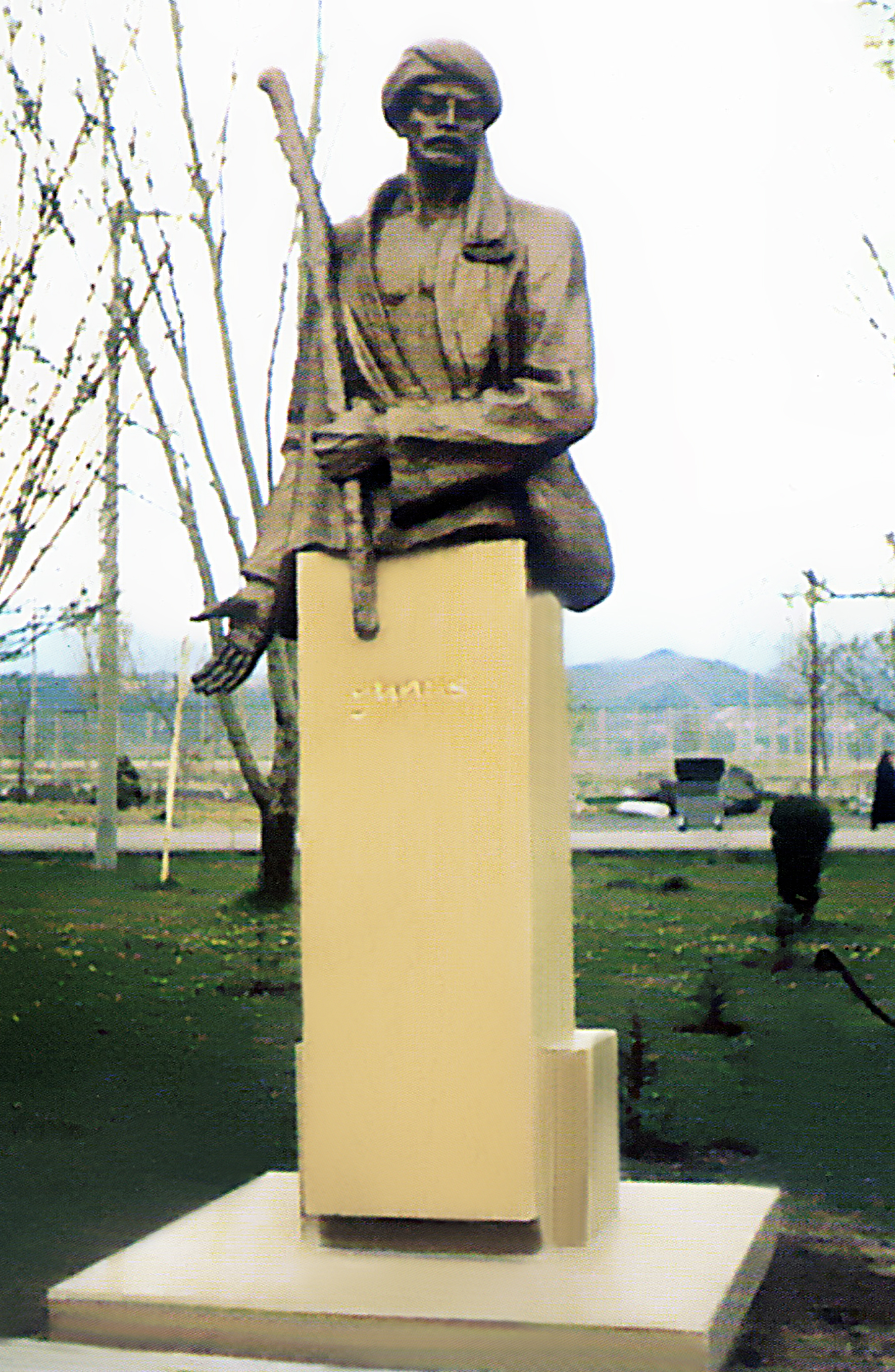
Юнис Эмре
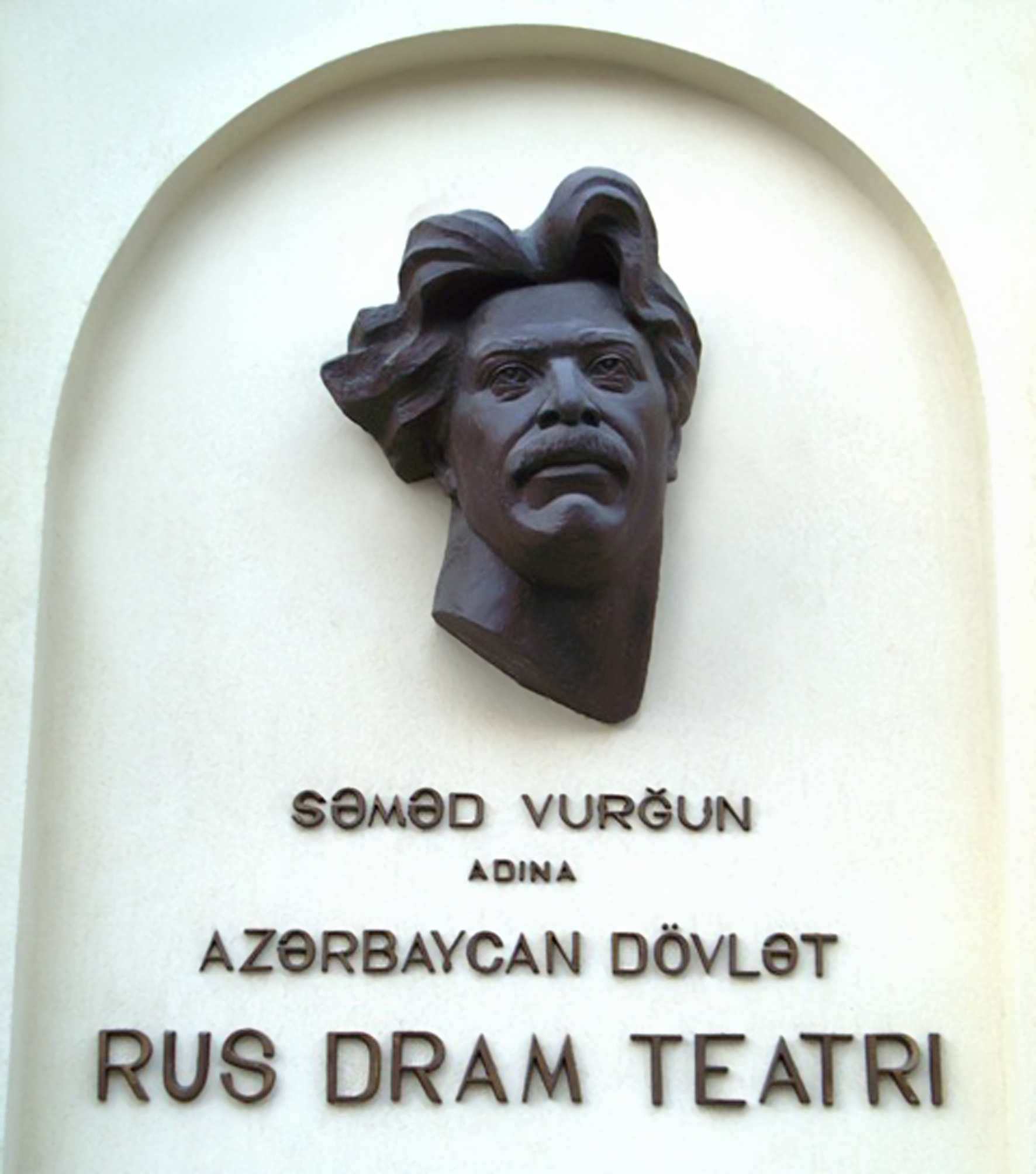
Самед Вургун
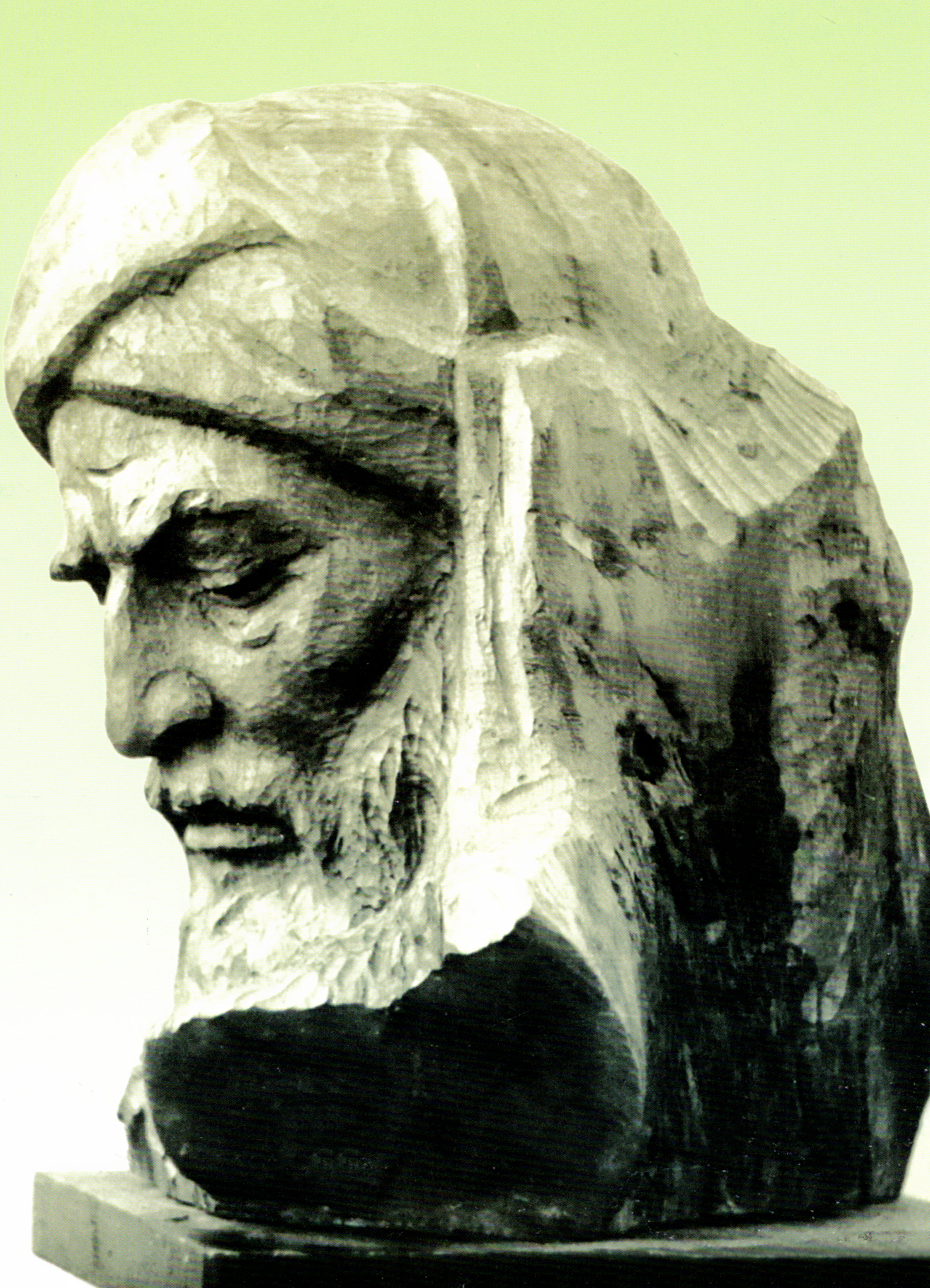
Хагани
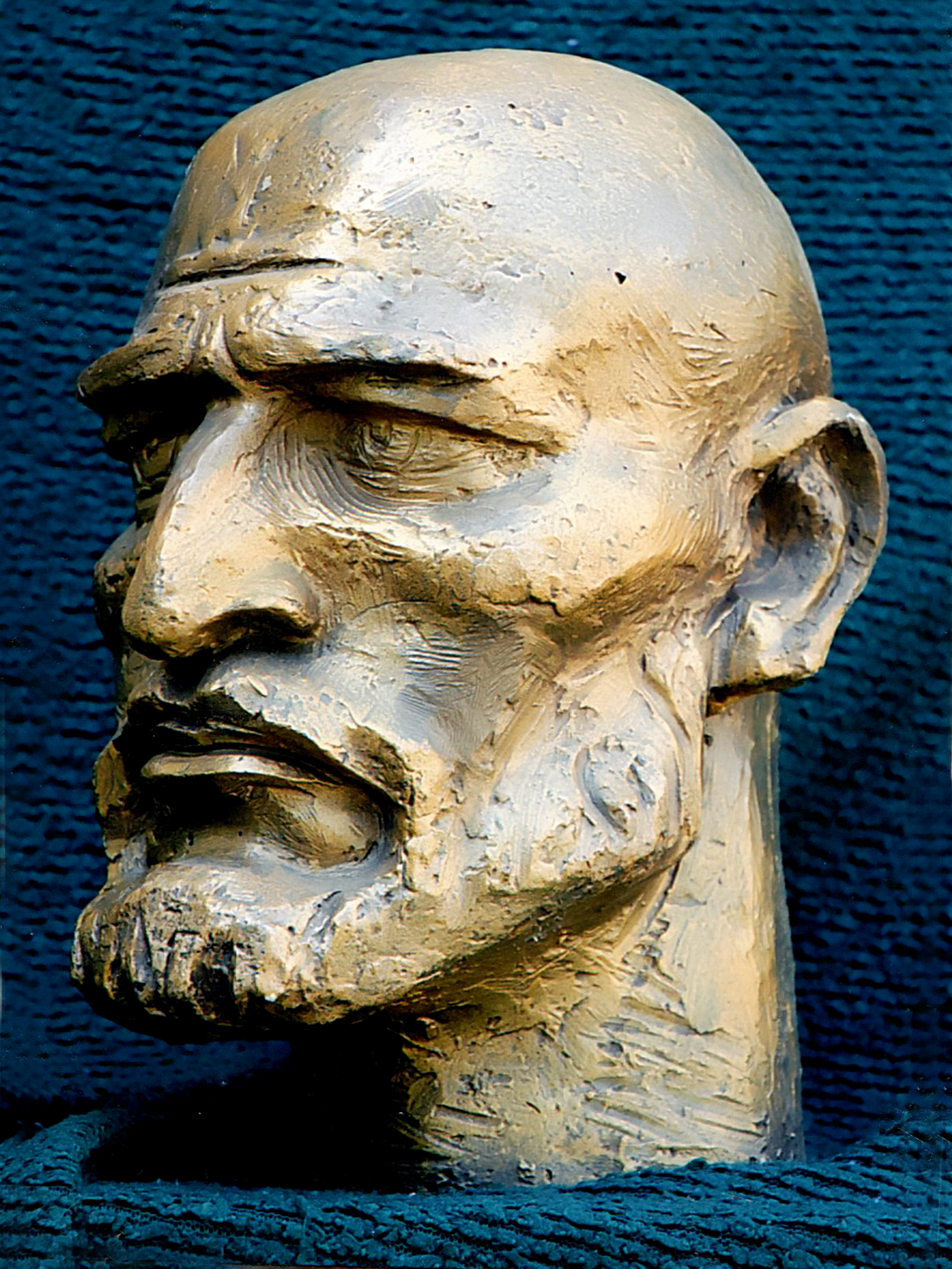
Джавад Хан
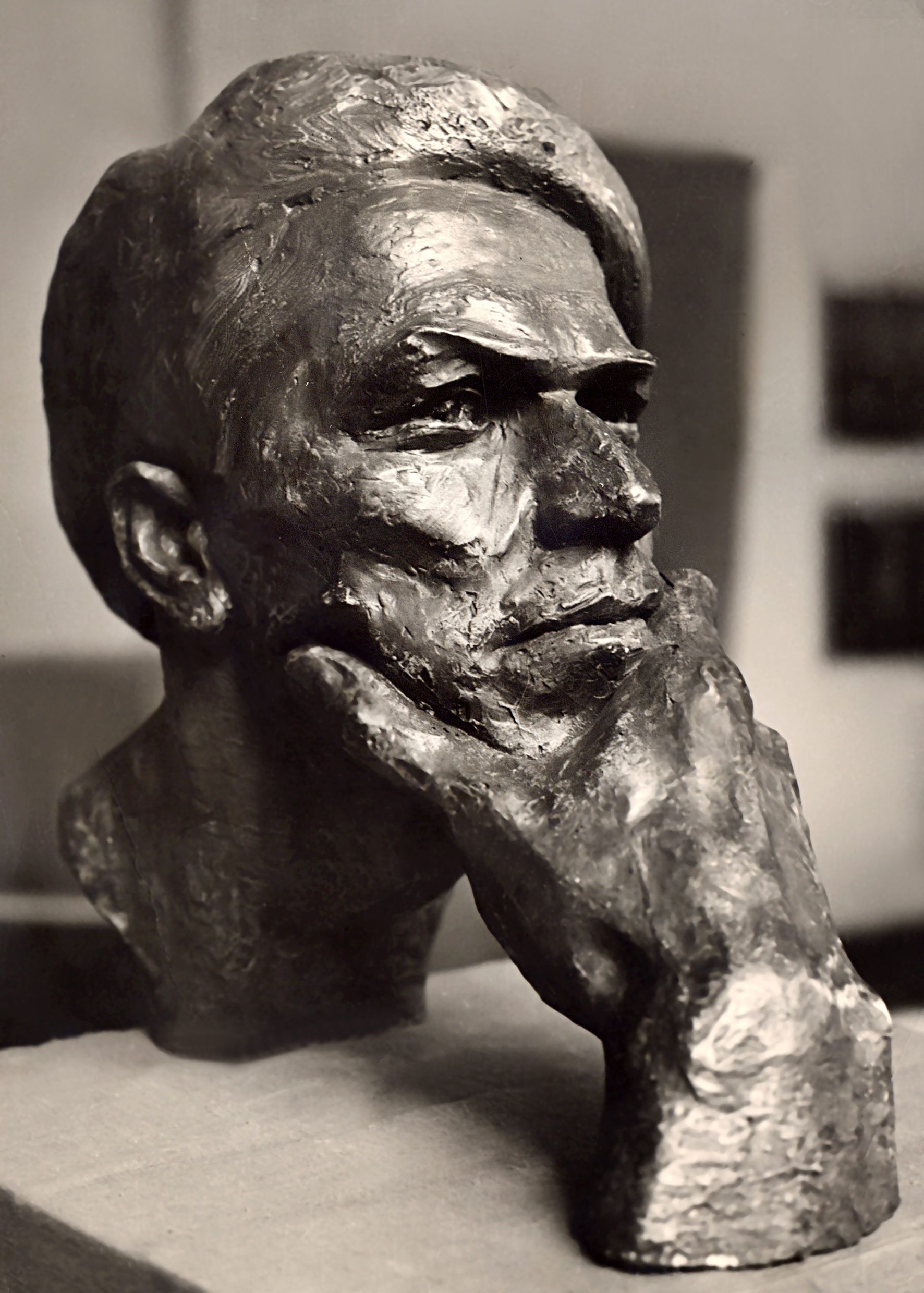
Мужской портрет
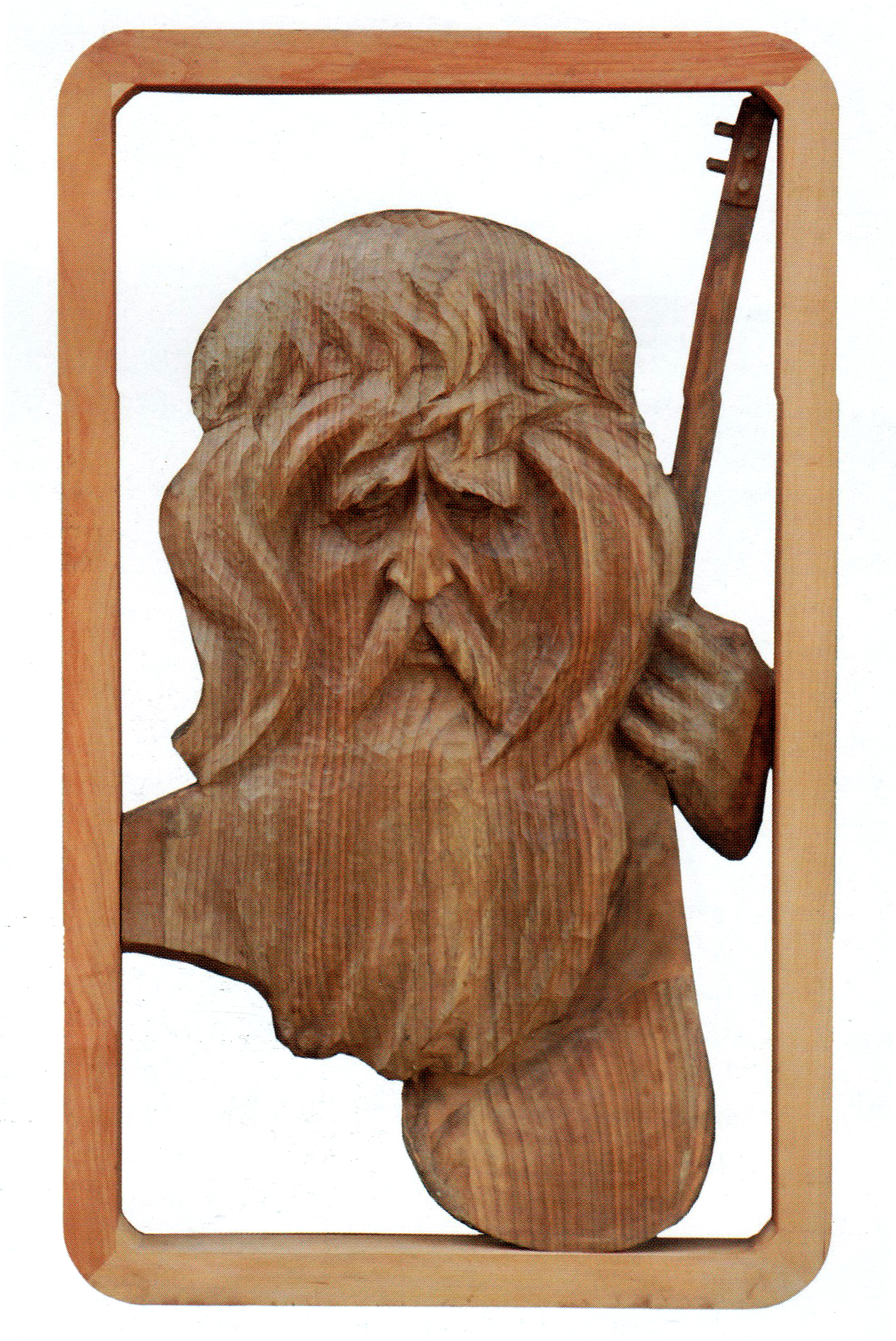
Деде Горгут
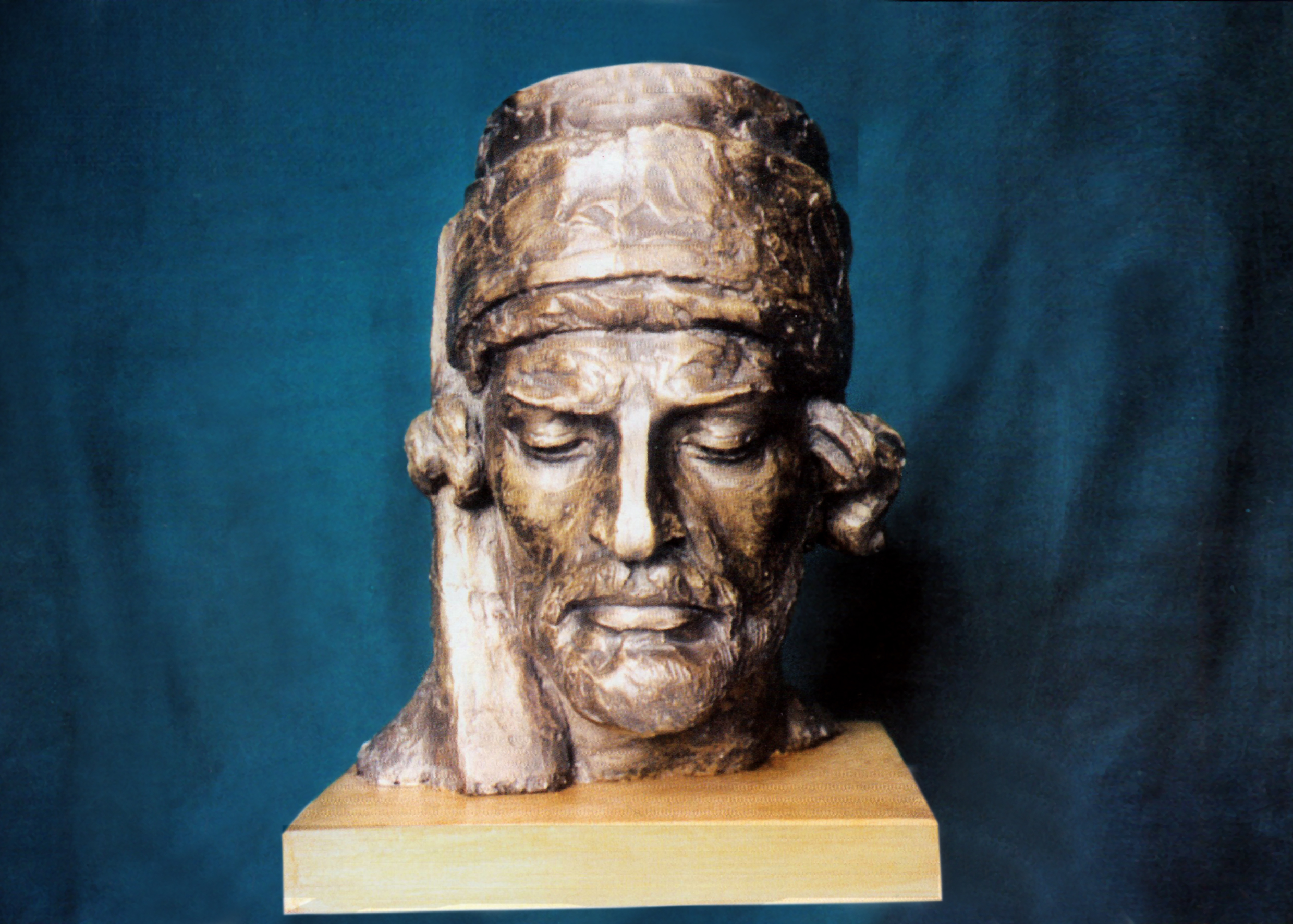
Вагиф
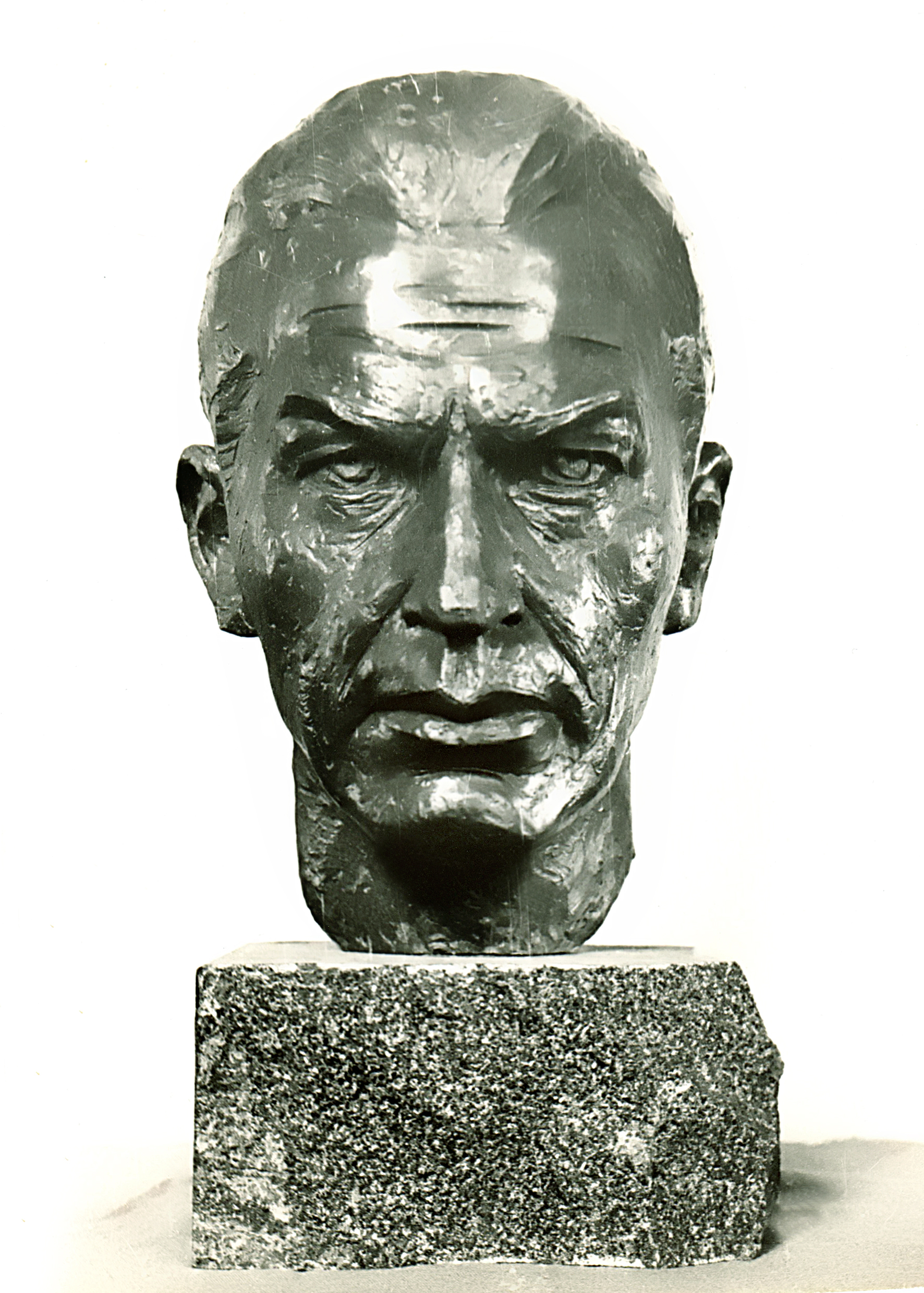
Рихард Зорге
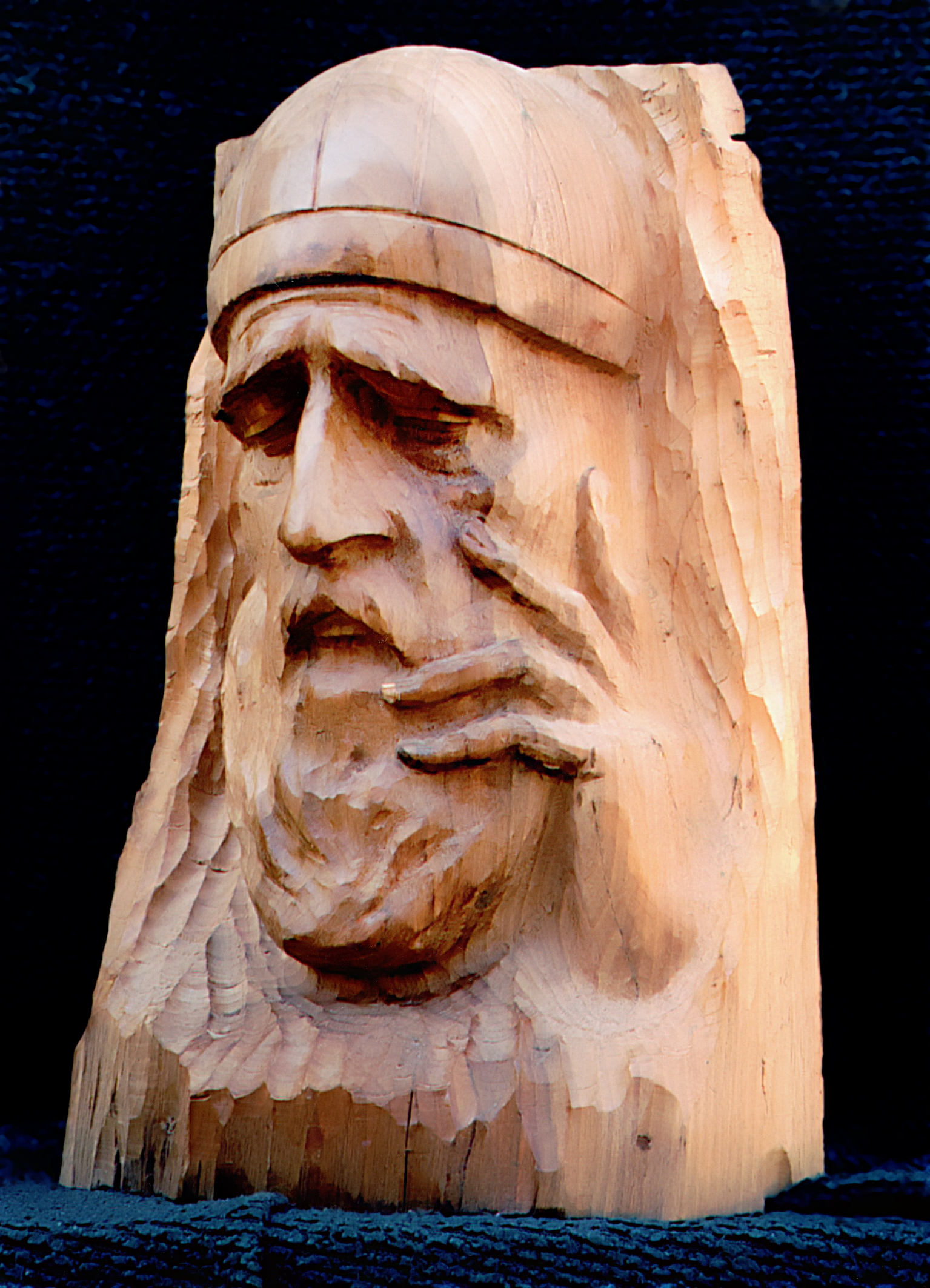
Физули
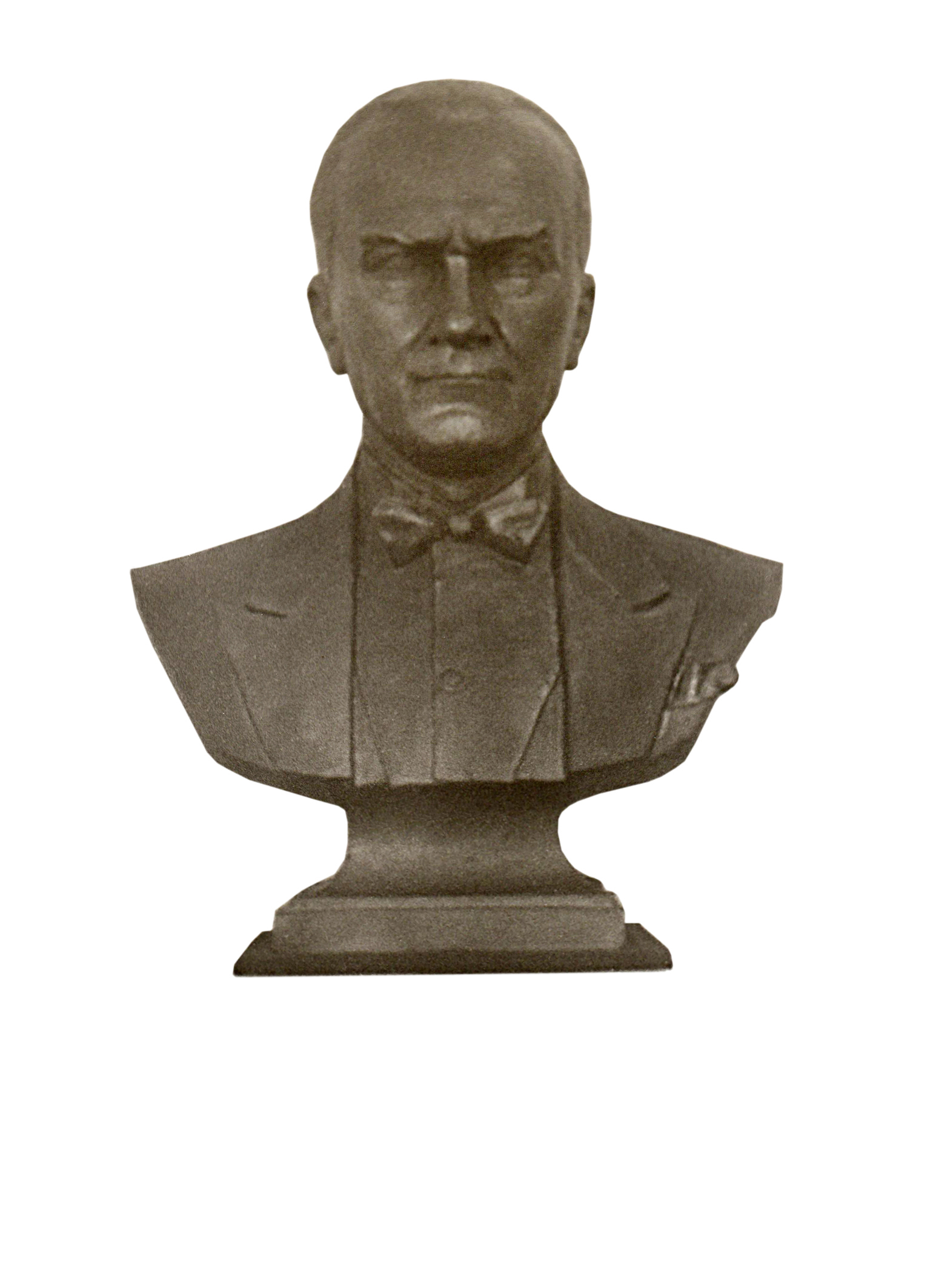
Ататюрк
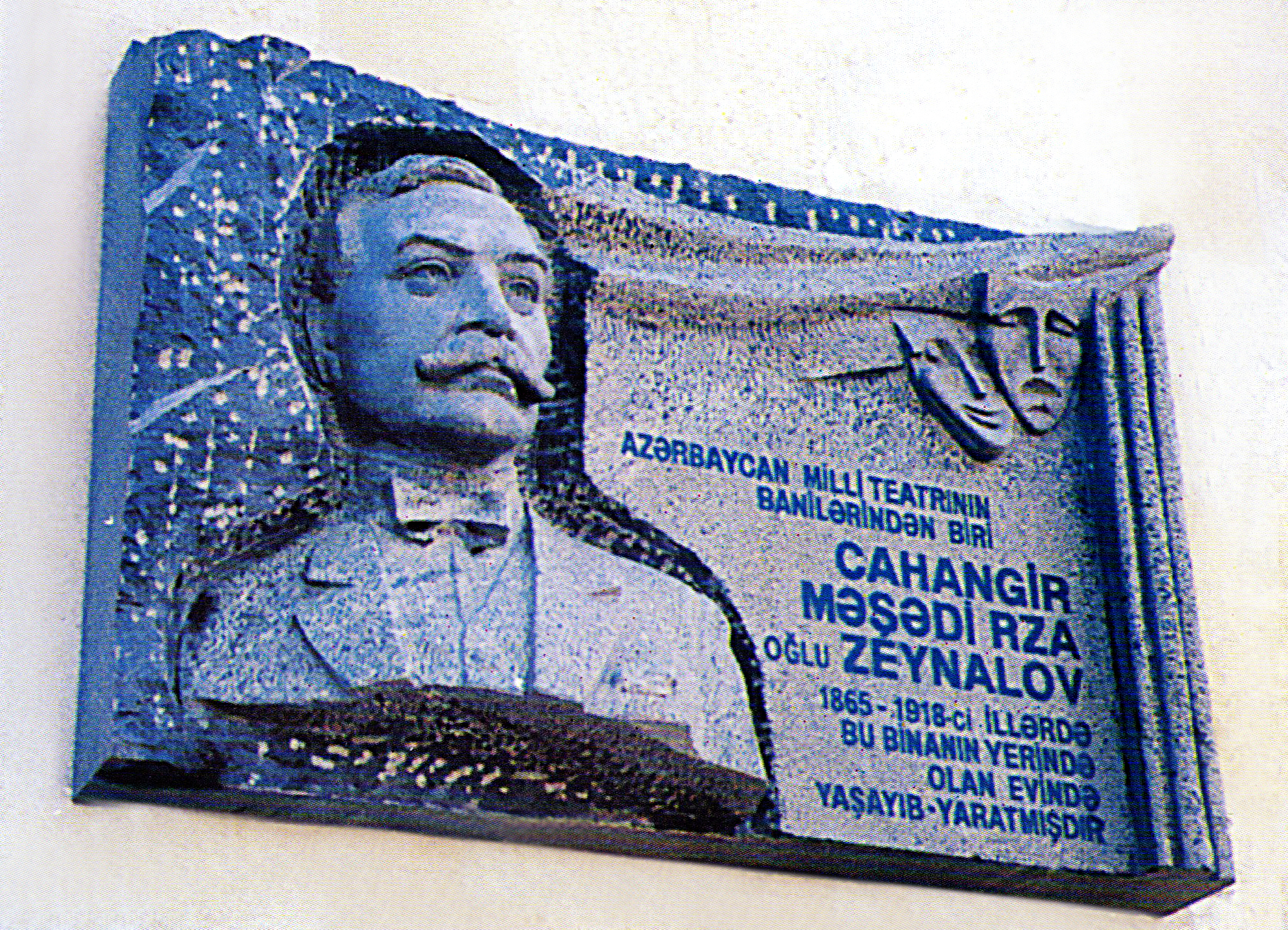
Джахангир Зейналов
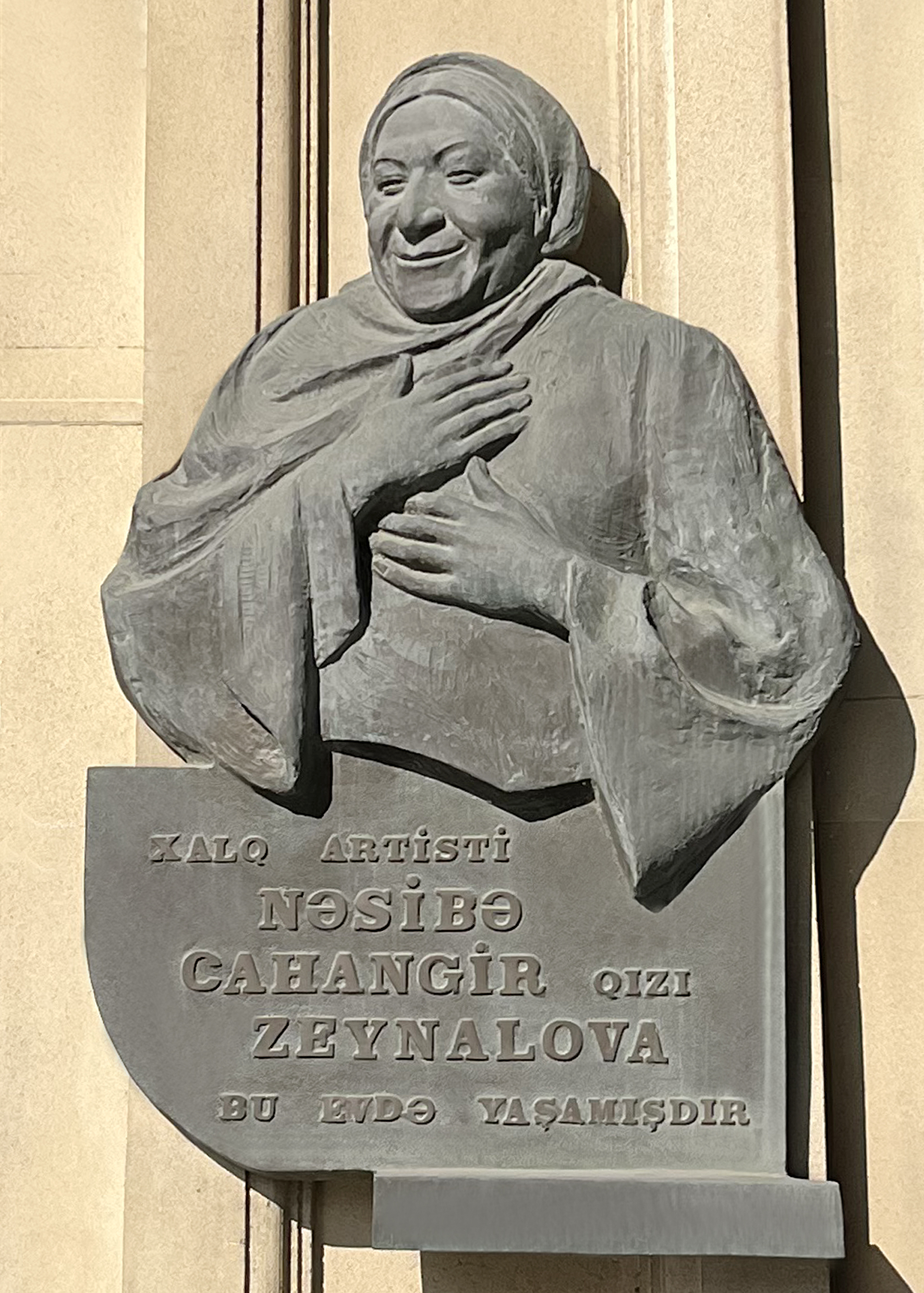
Насиба Зейналова
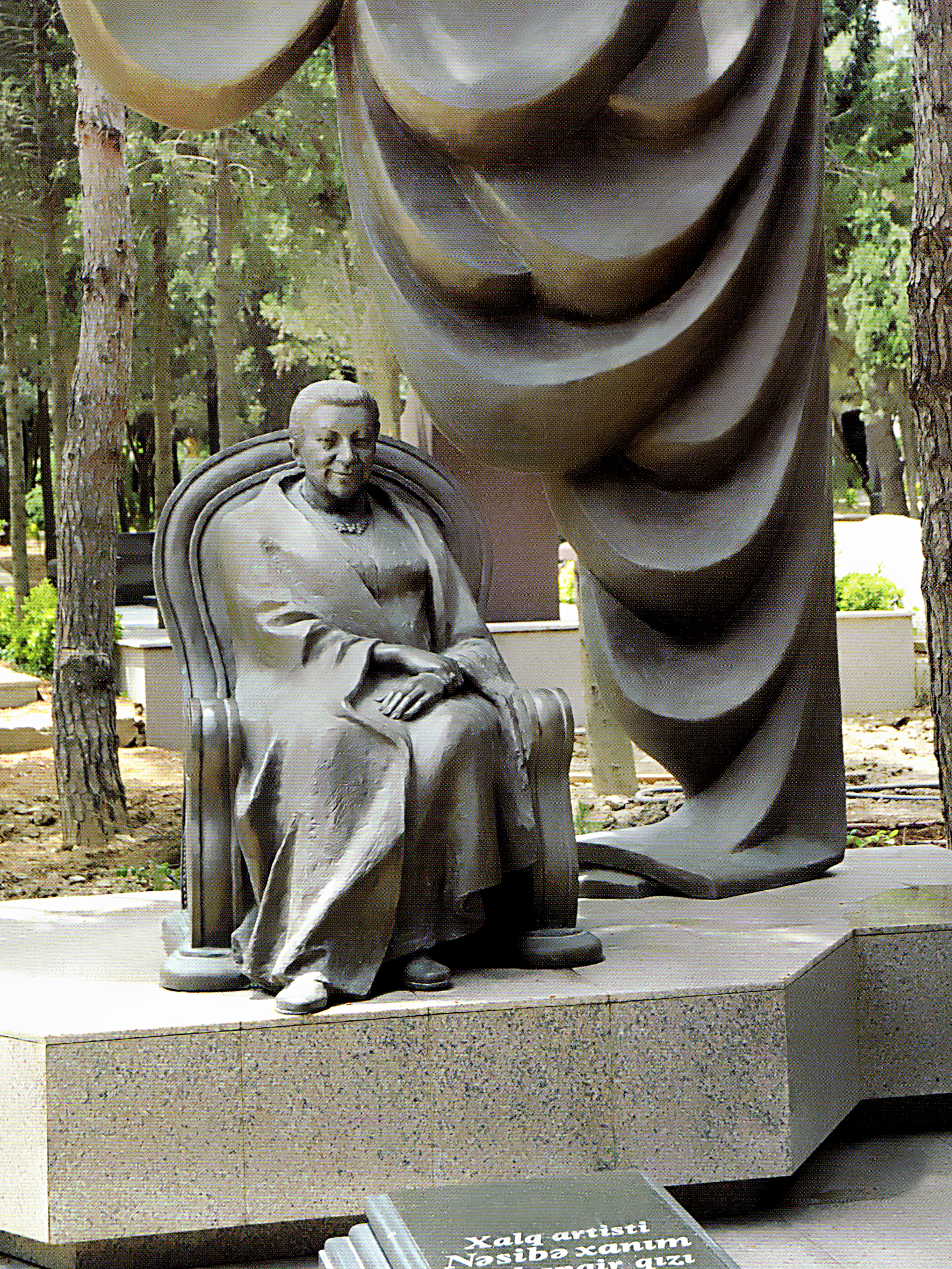
Насиба Зейналова
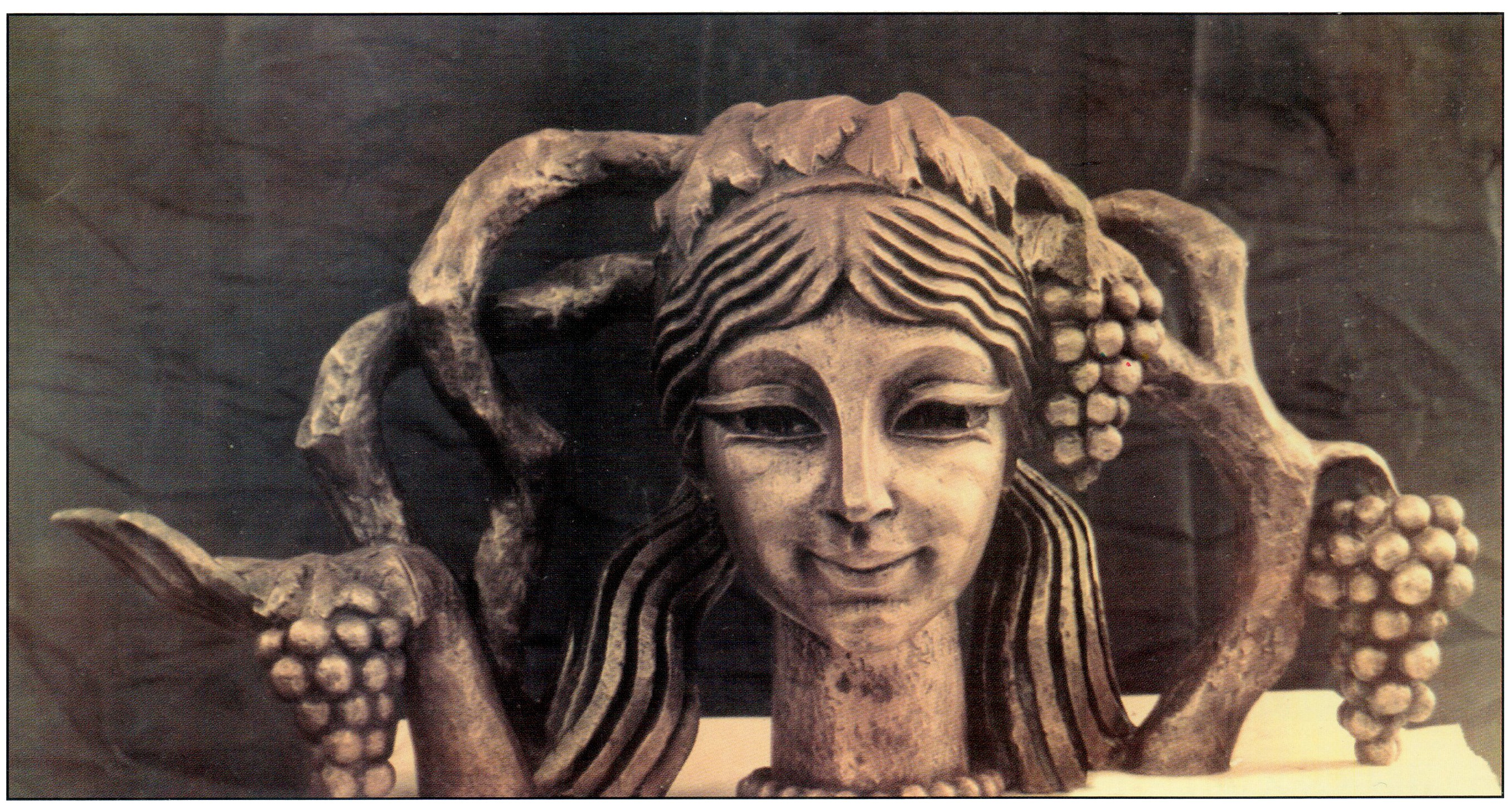
Осень
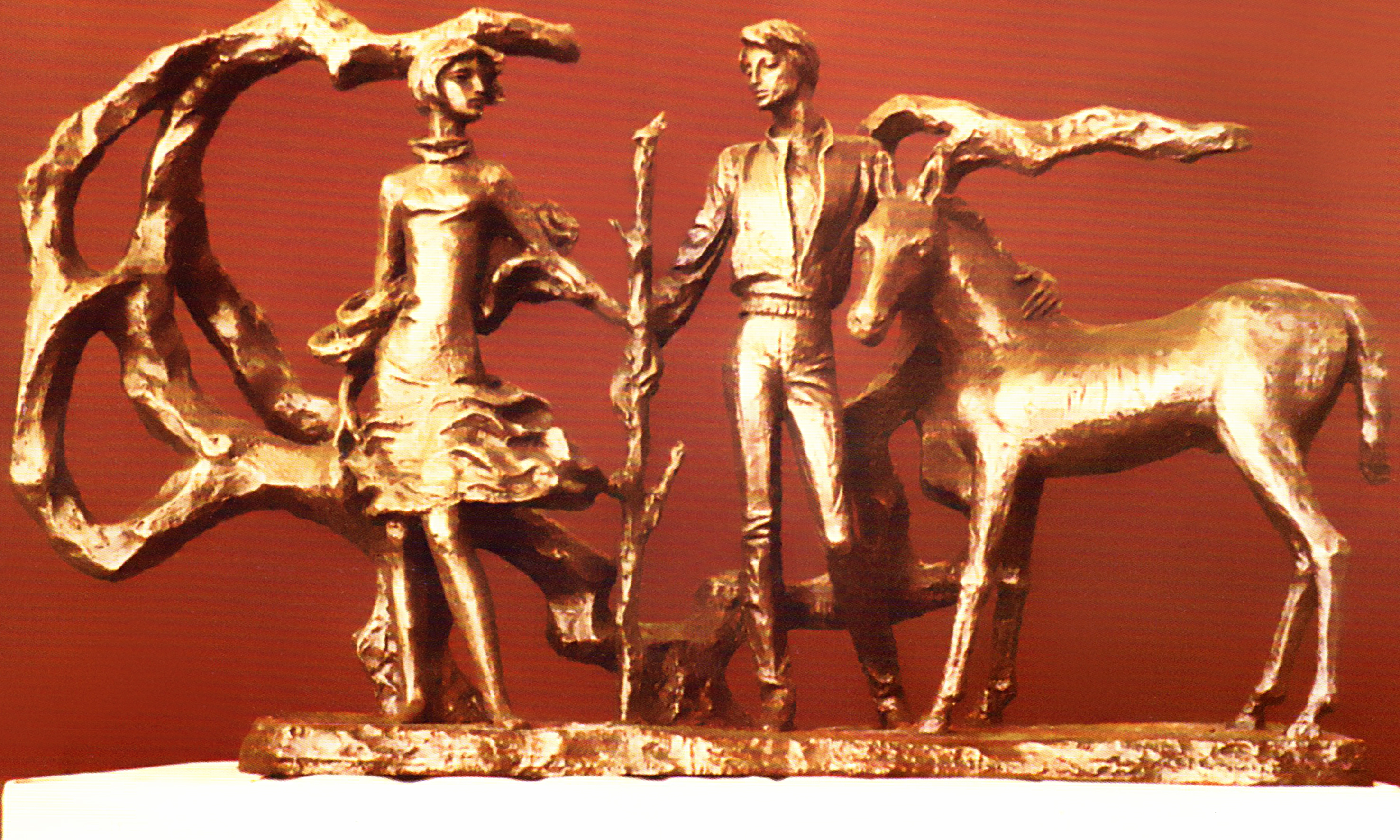
Саженцы
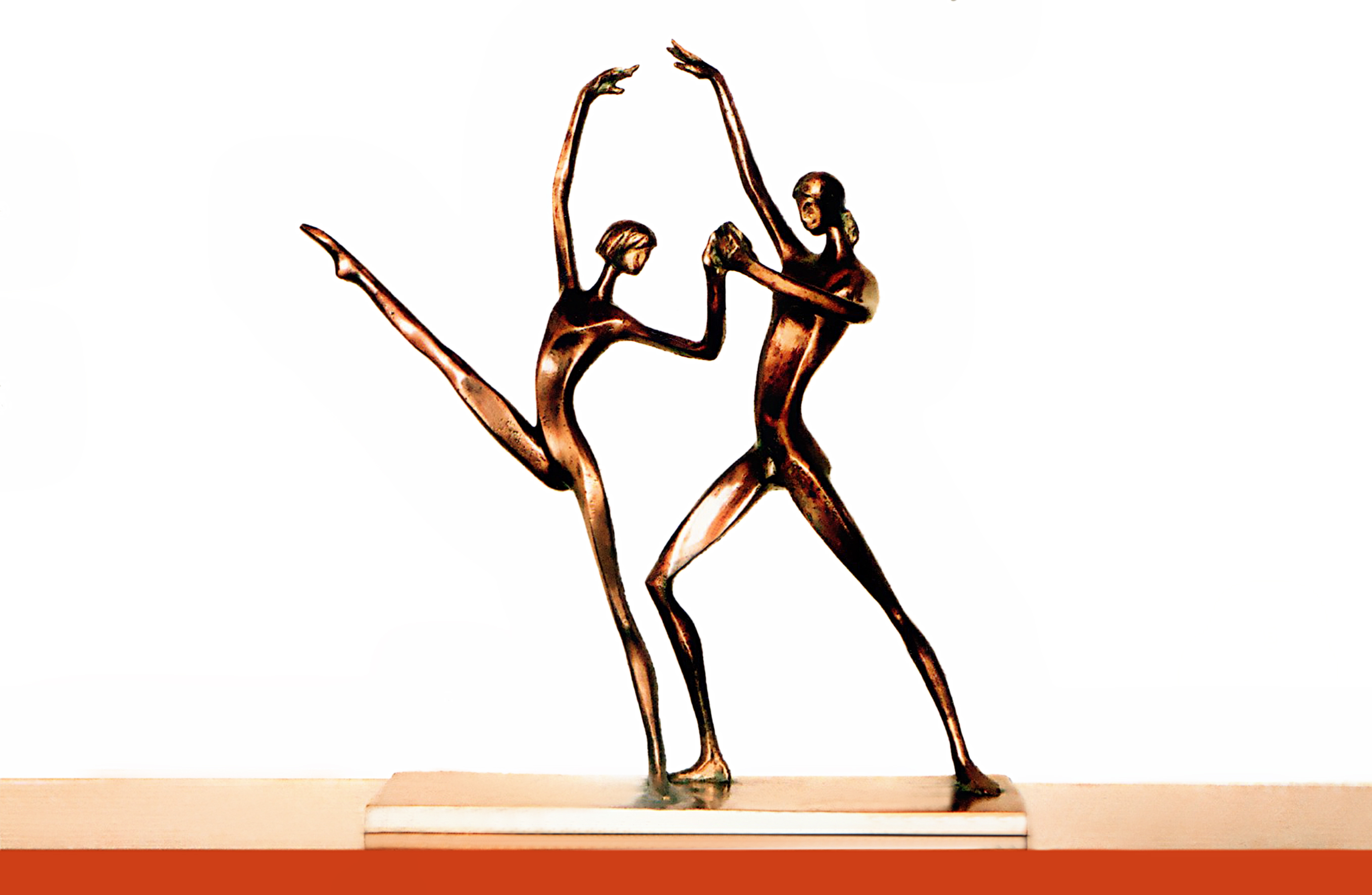
Балет
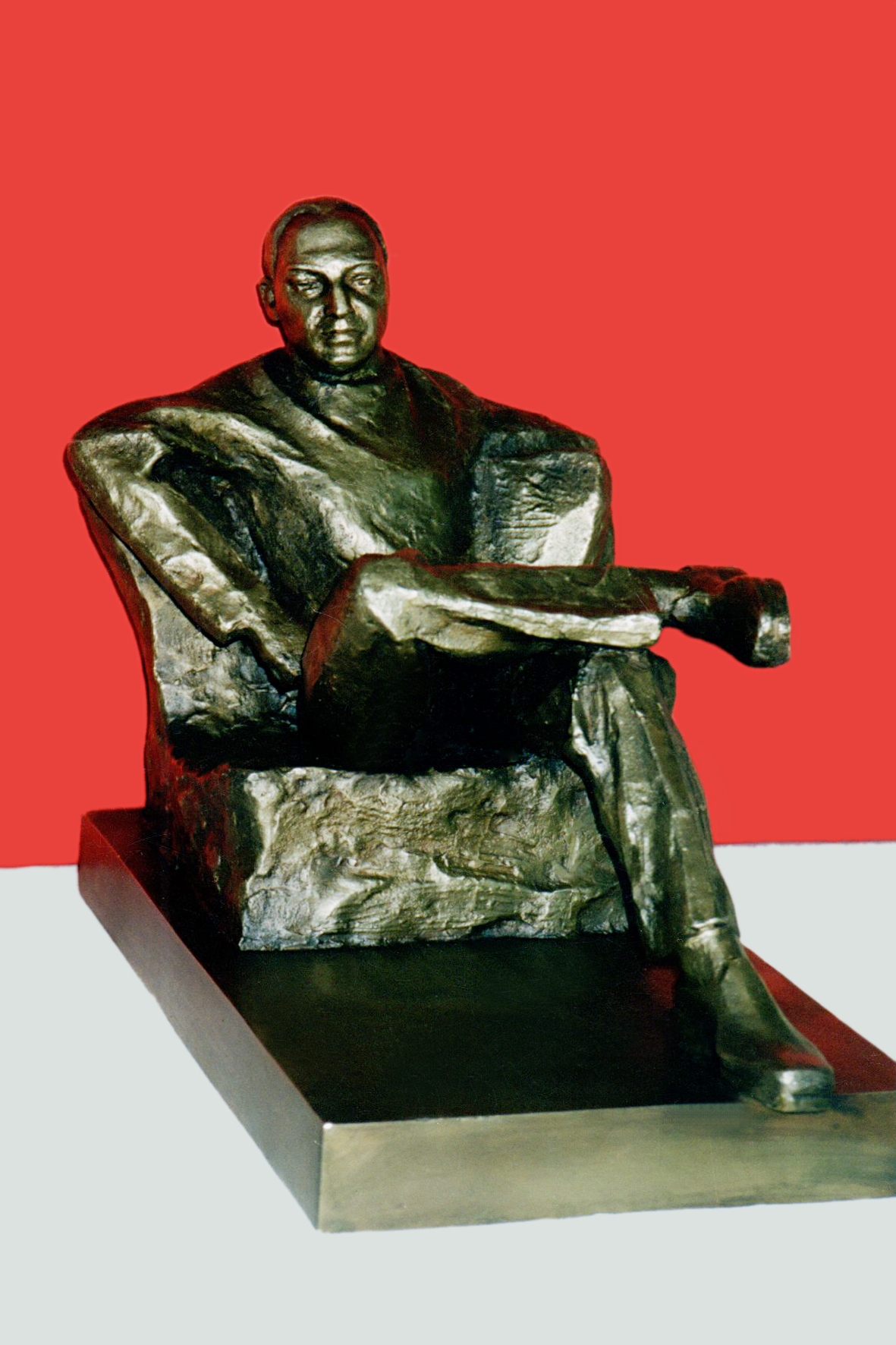
Мужская фигура
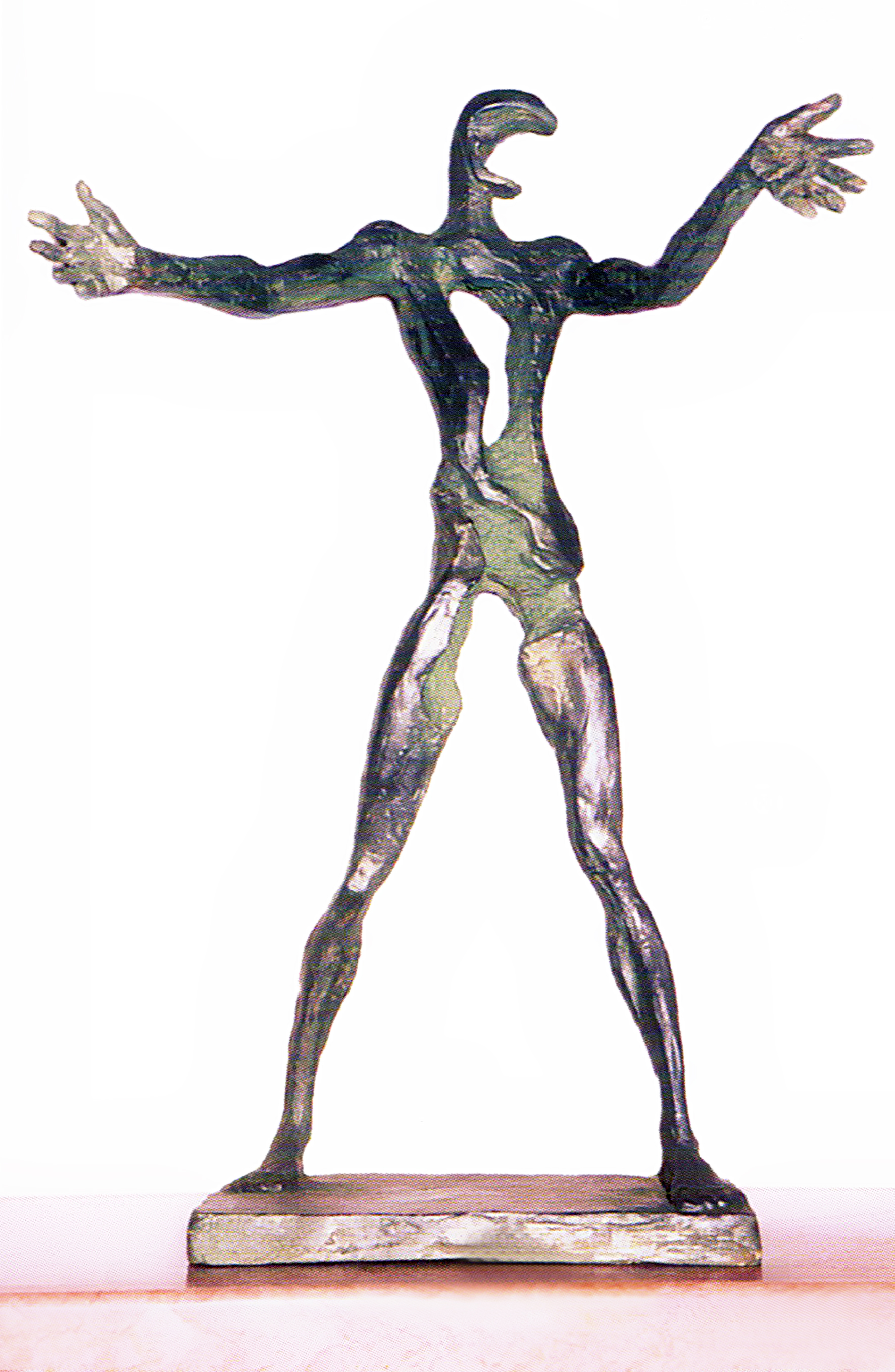
Крик
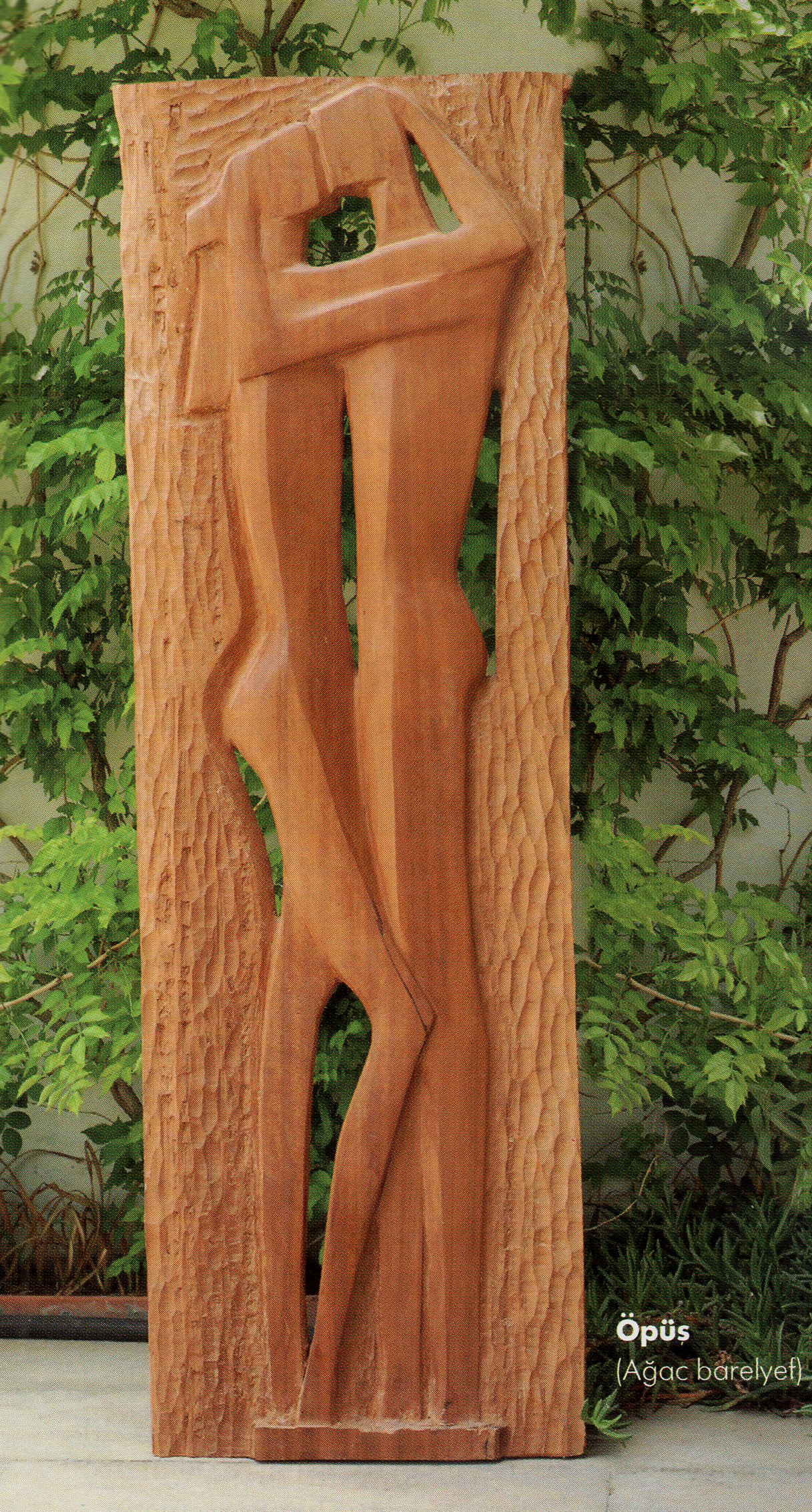
Поцелуй
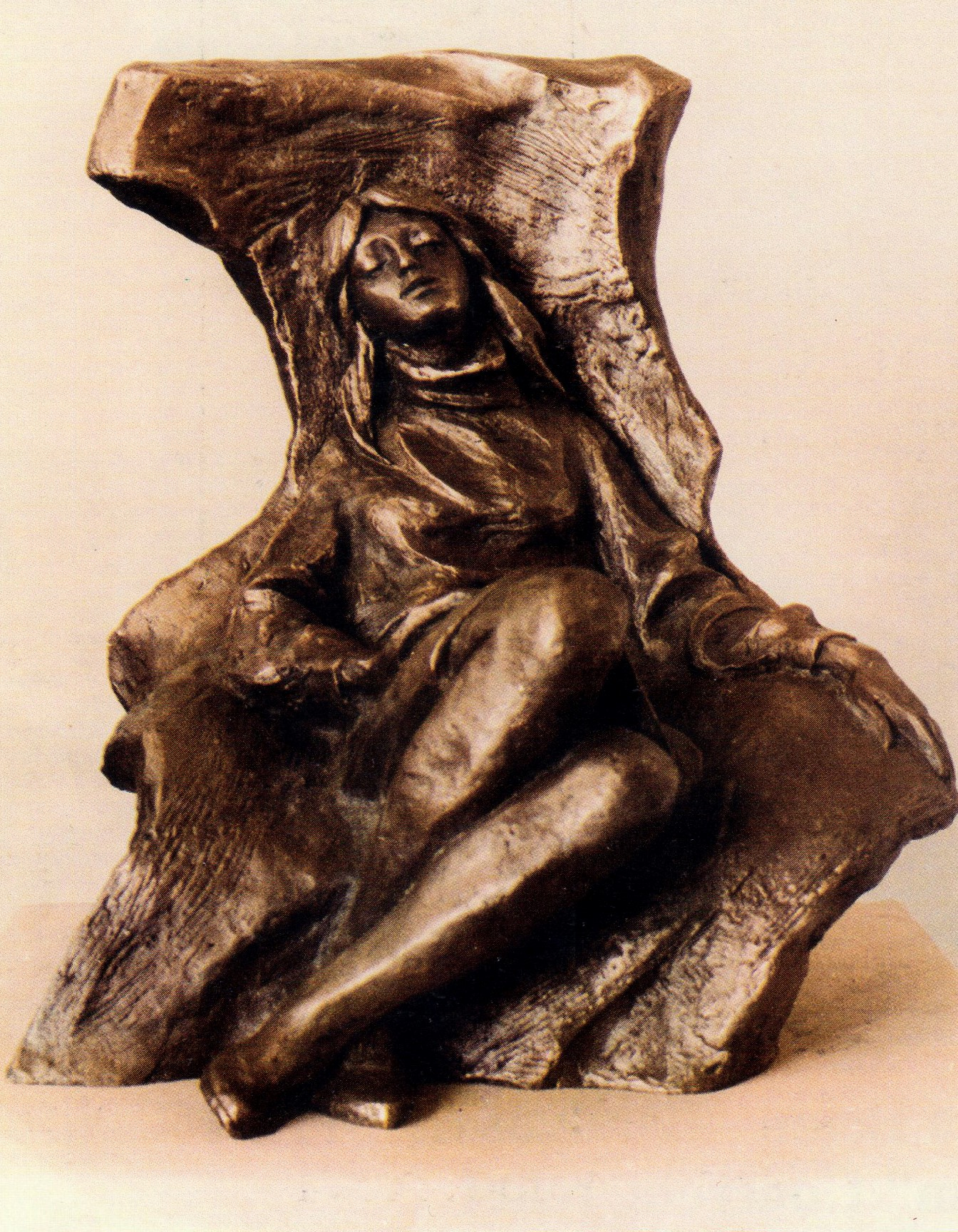
Музыка
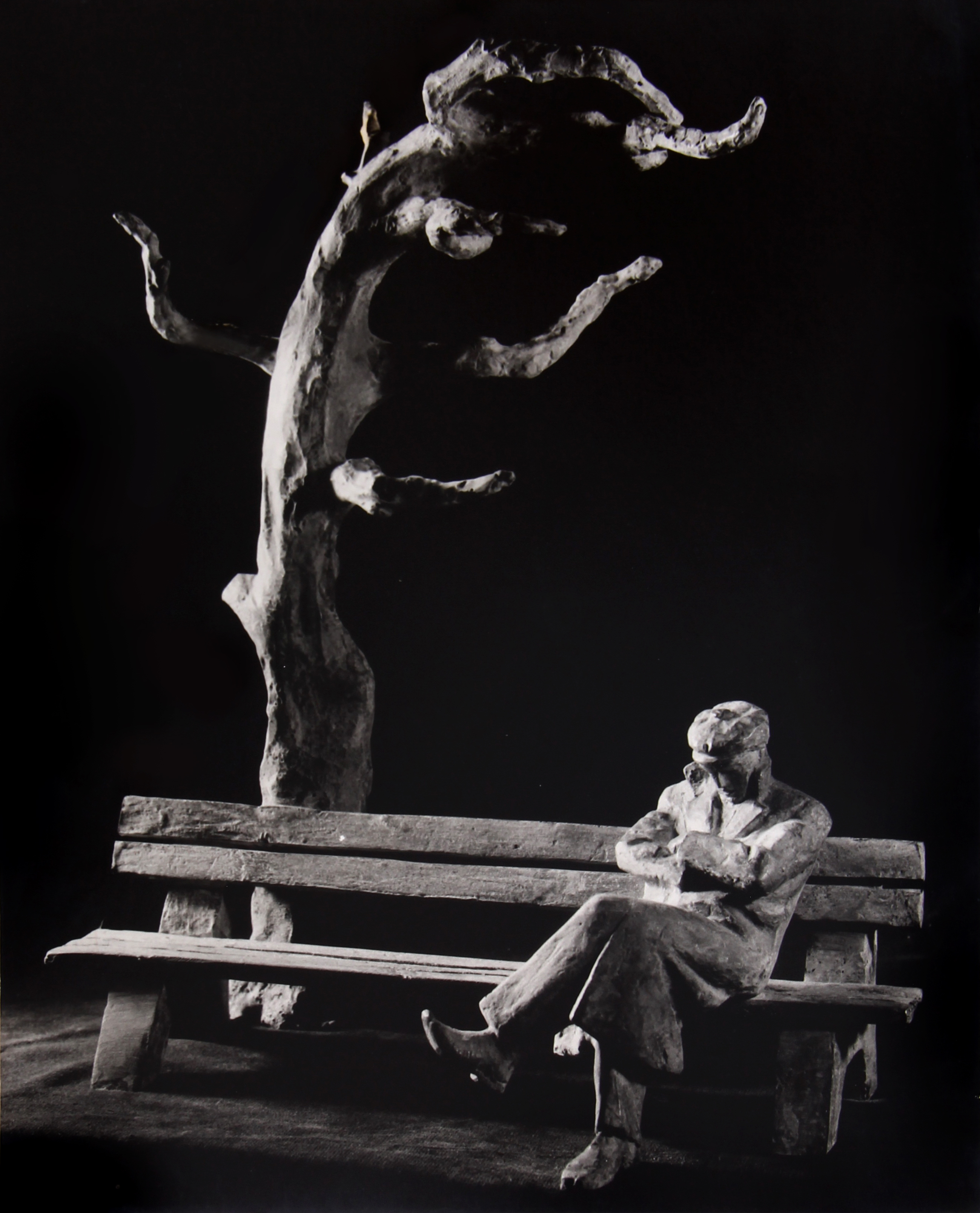
Раздумья
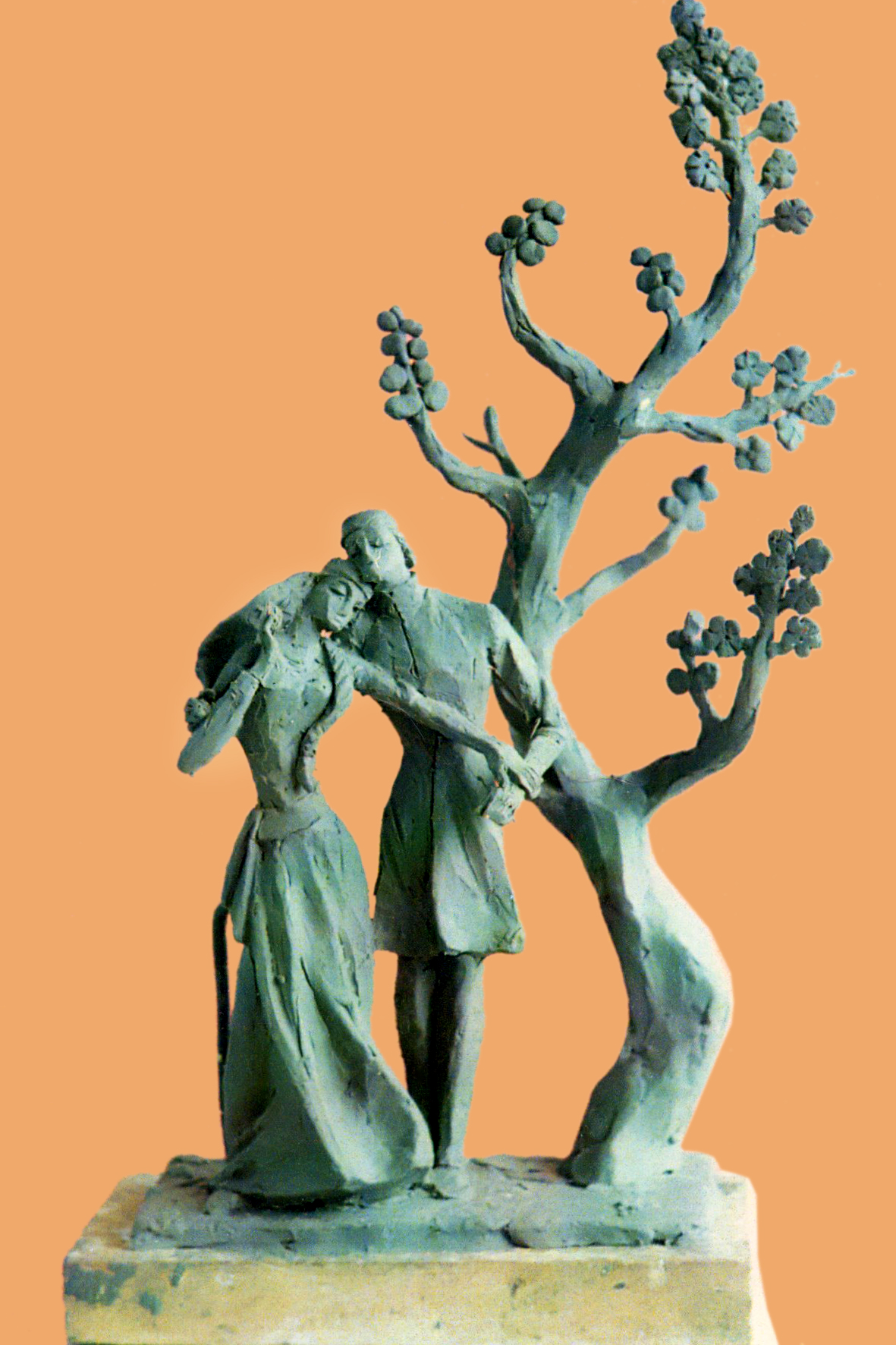
Эскиз Али и Нино
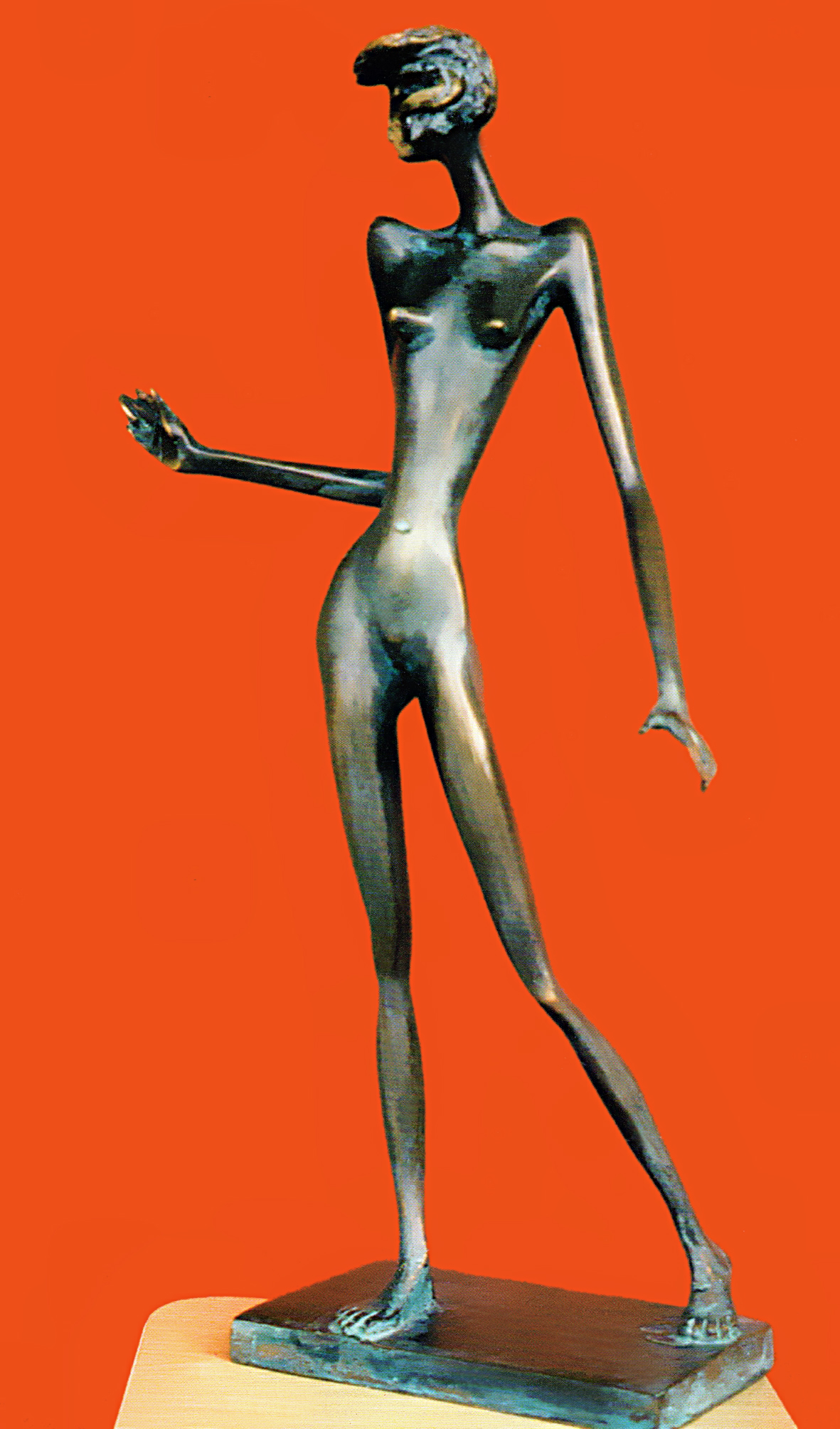
Женская фигура
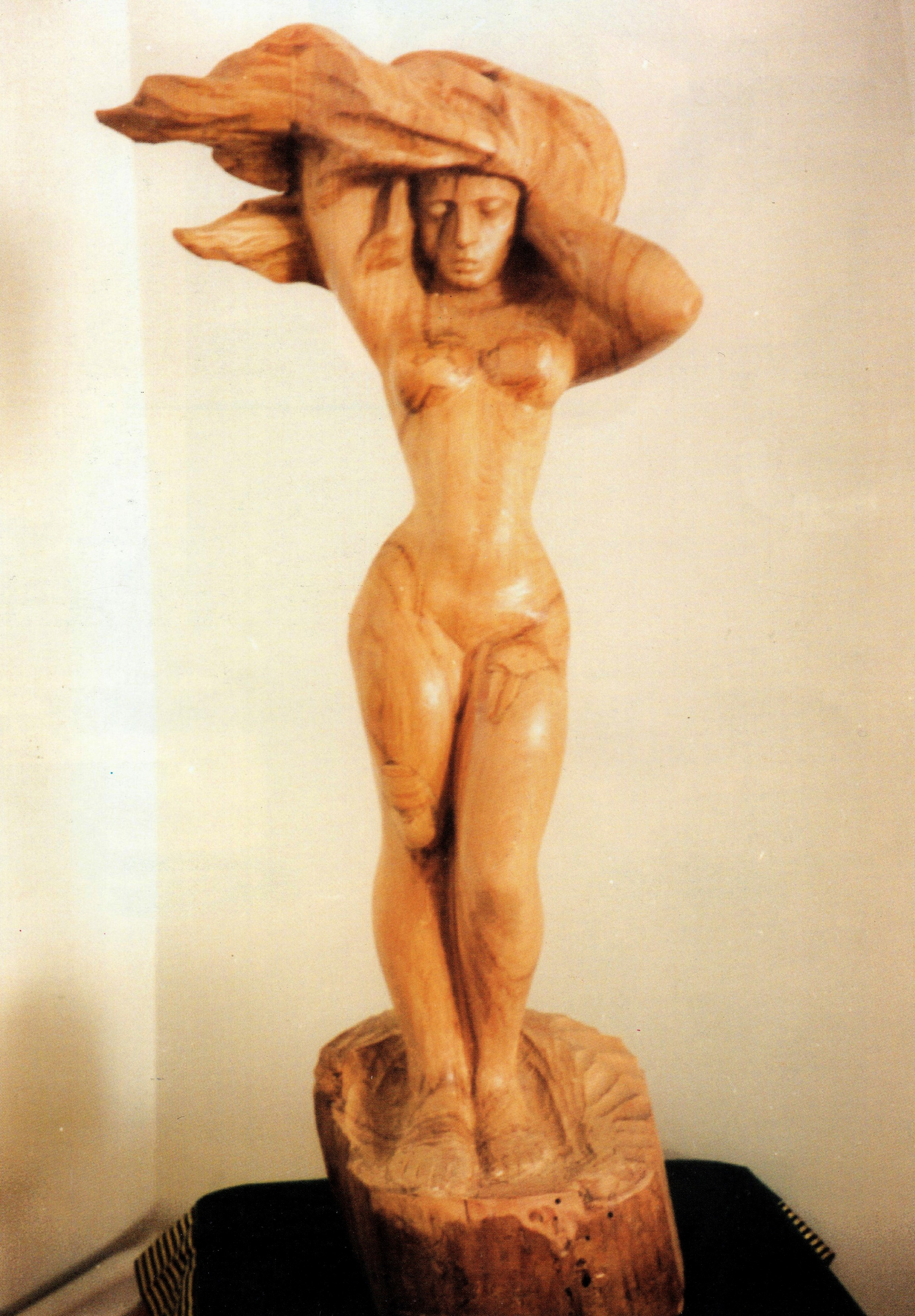
Женская фигура
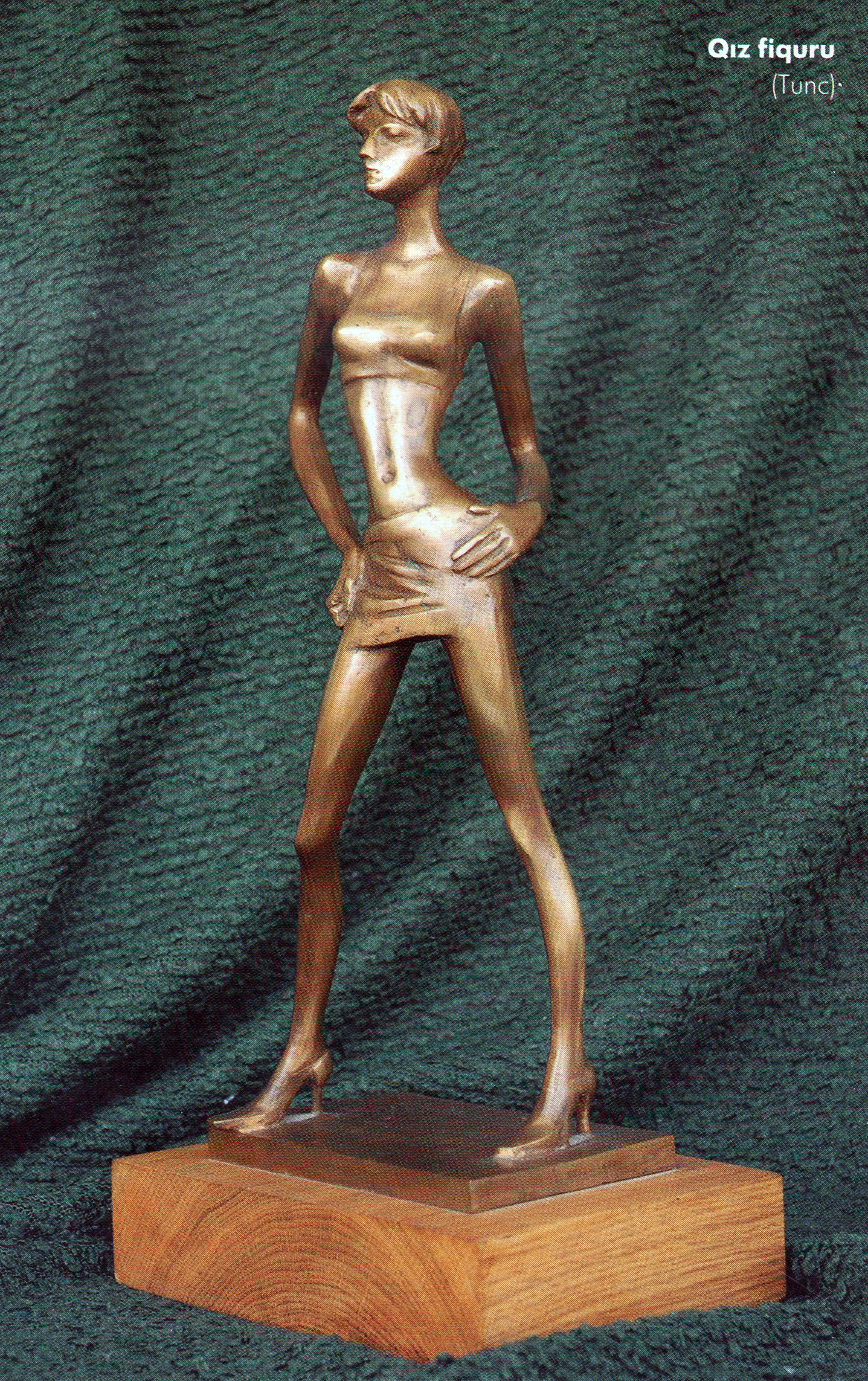
Женская фигура
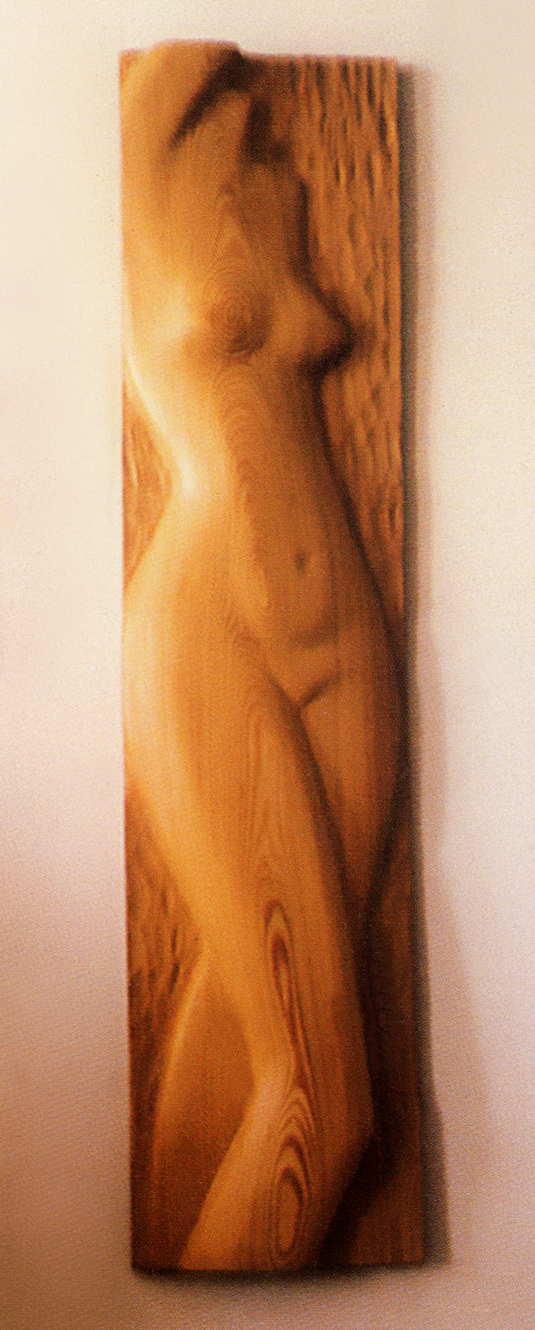
Женская фигура
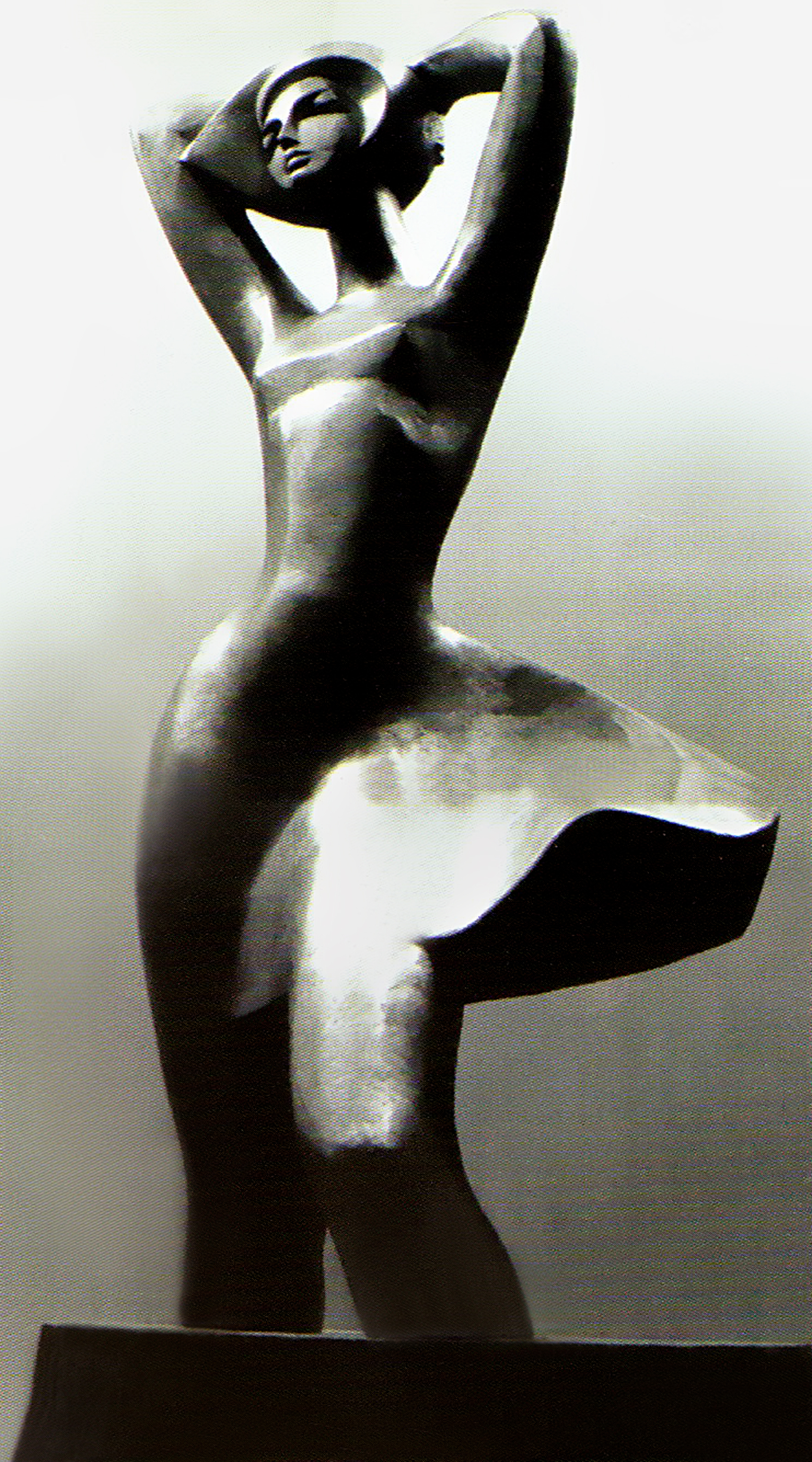
Женская фигура
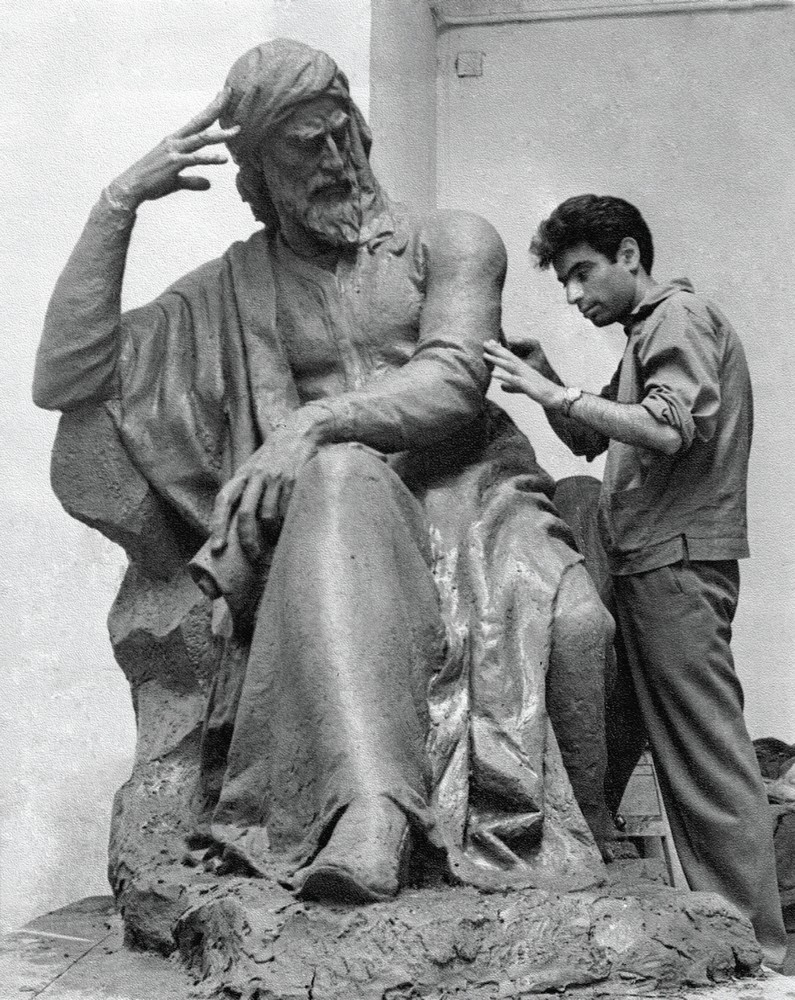
Дипломная работа _Хагани